# Playoffs NBA 2022

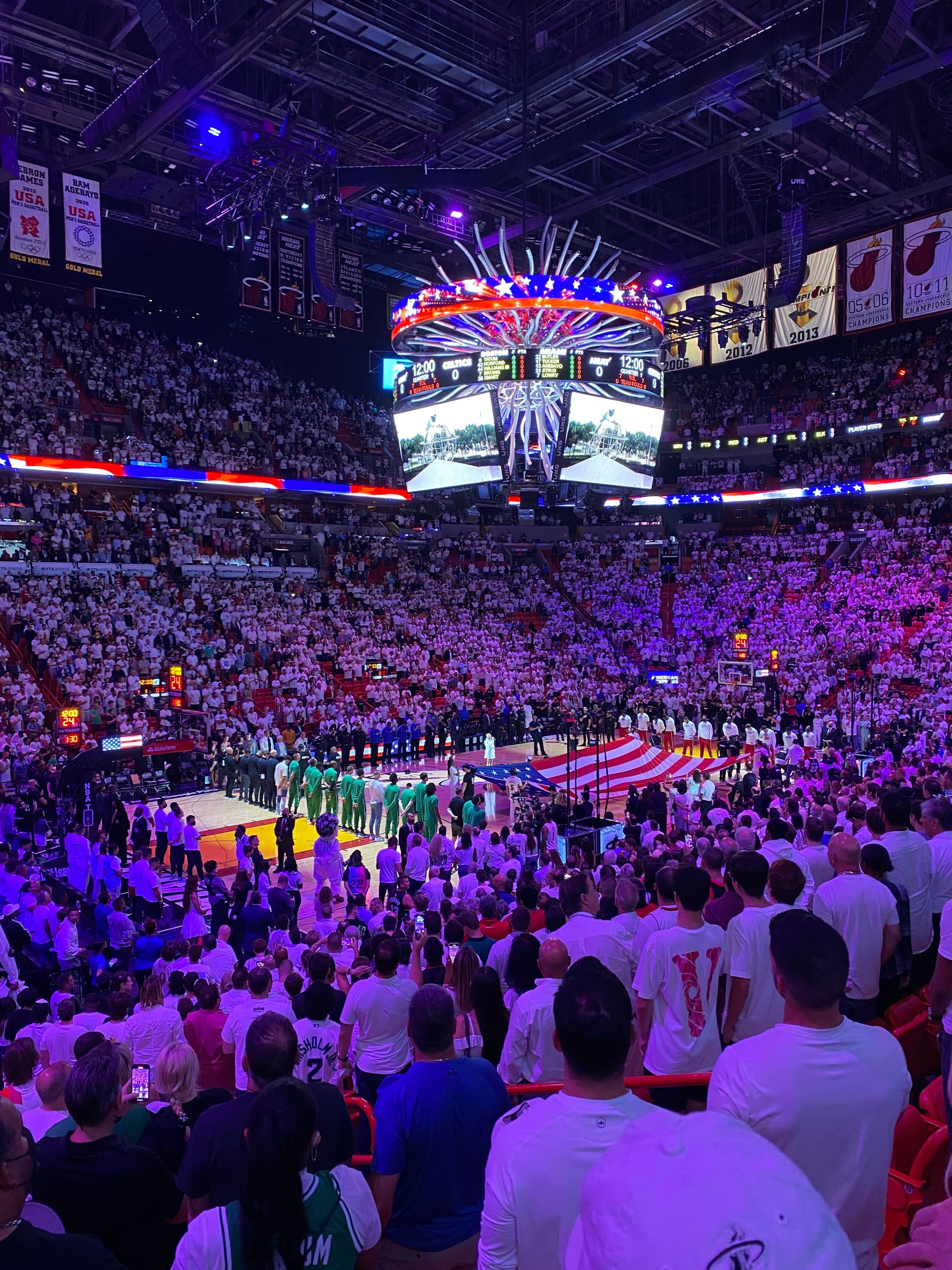
FTX Arena, sitio de los Miami Heat en un partido de Playoff

Los Playoffs de la NBA de 2022 fueron el ciclo de cierre o eliminatoria de la temporada 2021-22 de la NBA. Los playoffs dieron comienzo el sábado 16 de abril y finalizaron el jueves 16 de junio de 2022 con las Finales de la NBA.

## Formato
El formato de estos playoffs es el mismo utilizado desde el año pasado.
Los 30 equipos en el torneo norteamericano se distribuyen dividiéndose en 2 conferencias de 15 equipos cada una. Cada Conferencia está constituida por 3 Divisiones diferentes y, en cada una de ellas, están incluidos 5 equipos. La Conferencia Oeste incluye la División Pacífico, División Noroeste y la División Suroeste; la Conferencia Este está compuesta por la División Atlántico, División Central y División Sureste.
Una vez terminada la temporada regular, la clasificación para los playoffs se produce de la siguiente manera: Clasifican los 6 mejores equipos de cada conferencia. Se ordenan en orden descendente según la cantidad de victorias. Los clasificados del puesto 7.º al 10.º de cada conferencia, disputarán la eliminatoria 'Play-In' que otorgará las plazas 7.ª y 8.ª de cada conferencia.
Una vez que se establecen los puestos definitivos para los playoffs, se realizan unas eliminatorias denominadas: 1.ª ronda, Semifinales y Final de Conferencia y las franquicias que ganen sus eliminatorias se van clasificando de la siguiente forma:
|  | 1.ª ronda       | 1.ª ronda |  |  | Semifinales de Conferencia | Semifinales de Conferencia |  |  | Final de Conferencia | Final de Conferencia |
|  | 2-2-1-1-1       | 2-2-1-1-1 |  |  | 2-2-1-1-1                  | 2-2-1-1-1                  |  |  | 2-2-1-1-1            | 2-2-1-1-1            |
|  |                 |           |  |  |                            |                            |  |  |                      |                      |
|  |                 |           |  |  |                            |                            |  |  |                      |                      |
|  |                 |           |  |  |                            |                            |  |  |                      |                      |
|  | 1º Clasificado  |           |  |  |                            |                            |  |  |                      |                      |
|  |                 |           |  |  |                            |                            |  |  |                      |                      |
|  | 8º Clasificado  |           |  |  |                            |                            |  |  |                      |                      |
|  |                 |           |  |  |                            |                            |  |  |                      |                      |
|  |                 |           |  |  |                            |                            |  |  |                      |                      |
|  |                 |           |  |  |                            |                            |  |  |                      |                      |
|  | 4º Clasificado  |           |  |  |                            |                            |  |  |                      |                      |
|  |                 |           |  |  |                            |                            |  |  |                      |                      |
|  | 5º Clasificado  |           |  |  |                            |                            |  |  |                      |                      |
|  |                 |           |  |  |                            |                            |  |  |                      |                      |
|  |                 |           |  |  |                            |                            |  |  |                      |                      |
|  |                 |           |  |  |                            |                            |  |  |                      |                      |
|  | 2º Clasificado  |           |  |  |                            |                            |  |  |                      |                      |
|  |                 |           |  |  |                            |                            |  |  |                      |                      |
|  | 7º Clasificado  |           |  |  |                            |                            |  |  |                      |                      |
|  |                 |           |  |  |                            |                            |  |  |                      |                      |
|  |                 |           |  |  |                            |                            |  |  |                      |                      |
|  |                 |           |  |  |                            |                            |  |  |                      |                      |
|  | 3º Clasificado  |           |  |  |                            |                            |  |  |                      |                      |
|  |                 |           |  |  |                            |                            |  |  |                      |                      |
|  | 6.º clasificado |           |  |  |                            |                            |  |  |                      |                      |
|  |                 |           |  |  |                            |                            |  |  |                      |                      |

Las eliminatorias o series se juegan en un formato al mejor de 7 partidos, en el que se tiene que ganar 4 partidos para clasificarse para la siguiente ronda. El equipo que posea la ventaja de campo en cada eliminatoria disputará los partidos 1, 2, 5 y 7 como local, mientras que el resto de partidos se jugará en el pabellón del equipo contrario (Formato: 2-2-1-1-1). Se establece como equipo con ventaja de campo al que haya tenido mejor balance en liga entre los 2 contendientes de una eliminatoria. En el momento en que un equipo gana 4 partidos, se clasifica para la siguiente ronda de eliminatoria, sin jugar obligatoriamente los 7 partidos programados.

## Clasificación[1]
El primer equipo en clasificarse para playoffs fue Phoenix Suns, el 9 de marzo de 2022. Luego sería el turno de los Memphis Grizzlies, el 24 de marzo. El 30 de marzo lo harían Dallas Mavericks y Miami Heat. Al día siguiente Milwaukee Bucks y Boston Celtics. El 2 de abril Golden State Warriors y al día siguiente Philadelphia 76ers. El 5 de abril se clasificarían Toronto Raptors, Chicago Bulls y Utah Jazz. Y el último en entrar de manera directa fureron los Denver Nuggets el 7 de abril.
|  | Los puestos séptimo y octavo de cada conferencia se determinarán mediante la eliminatoria 'Play-In'. |

### Conferencia Este
| Puesto | Equipo             | Récord | Logros                      | Logros             | Logros                         | Logros                 |
| Puesto | Equipo             | Récord | Clasificación para Playoffs | Título de División | Mejor récord de la Conferencia | Mejor récord de la NBA |
| ------ | ------------------ | ------ | --------------------------- | ------------------ | ------------------------------ | ---------------------- |
| 1      | Miami Heat         | 53–29  | 30 de marzo                 | 19 de marzo        | 7 de abril                     | —                      |
| 2      | Boston Celtics     | 51–31  | 31 de marzo                 | 10 de abril        | —                              | —                      |
| 3      | Milwaukee Bucks    | 51–31  | 31 de marzo                 | 5 de abril         | —                              | —                      |
| 4      | Philadelphia 76ers | 51–31  | 3 de abril                  | —                  | —                              | —                      |
| 5      | Toronto Raptors    | 48–34  | 5 de abril                  | —                  | —                              | —                      |
| 6      | Chicago Bulls      | 46–36  | 5 de abril                  | —                  | —                              | —                      |
| 7      | Brooklyn Nets      | 44–38  | 12 de abril                 | —                  | —                              | —                      |
| 8      | Atlanta Hawks      | 43–39  | 15 de abril                 | —                  | —                              | —                      |

### Conferencia Oeste
| Puesto | Equipo                 | Récord | Logros                      | Logros             | Logros                         | Logros                 |
| Puesto | Equipo                 | Récord | Clasificación para Playoffs | Título de División | Mejor récord de la Conferencia | Mejor récord de la NBA |
| ------ | ---------------------- | ------ | --------------------------- | ------------------ | ------------------------------ | ---------------------- |
| 1      | Phoenix Suns           | 64–18  | 9 de marzo                  | 22 de marzo        | 24 de marzo                    | 24 de marzo            |
| 2      | Memphis Grizzlies      | 56–26  | 24 de marzo                 | 30 de marzo        | —                              | —                      |
| 3      | Golden State Warriors  | 53–29  | 2 de abril                  | —                  | —                              | —                      |
| 4      | Dallas Mavericks       | 52–30  | 30 de marzo                 | —                  | —                              | —                      |
| 5      | Utah Jazz              | 49–33  | 5 de abril                  | 10 de abril        | —                              | —                      |
| 6      | Denver Nuggets         | 48–34  | 7 de abril                  | —                  | —                              | —                      |
| 7      | Minnesota Timberwolves | 46–36  | 12 de abril                 | —                  | —                              | —                      |
| 8      | New Orleans Pelicans   | 36–46  | 15 de abril                 | —                  | —                              | —                      |

## Cuadro de enfrentamientos
|  | Primera ronda     | Primera ronda          | Primera ronda         |   |                       | Semifinales de Conferencia | Semifinales de Conferencia | Semifinales de Conferencia |  |    | Finales de Conferencia | Finales de Conferencia | Finales de Conferencia |  |    | Finales de la NBA | Finales de la NBA | Finales de la NBA |
|  |                   |                        |                       |   |                       |                            |                            |                            |  |    |                        |                        |                        |  |    |                   |                   |                   |
|  | E1                | Miami Heat             | 4                     |   |                       |                            |                            |                            |  |    |                        |                        |                        |  |    |                   |                   |                   |
|  | E8                | Atlanta Hawks          | 1                     |   |                       |                            |                            |                            |  |    |                        |                        |                        |  |    |                   |                   |                   |
|  | E8                | Atlanta Hawks          | 1                     |   | E1                    | Miami Heat                 | 4                          |                            |  |    |                        |                        |                        |  |    |                   |                   |                   |
|  |                   |                        |                       |   | E1                    | Miami Heat                 | 4                          |                            |  |    |                        |                        |                        |  |    |                   |                   |                   |
|  |                   | E4                     | Philadelphia 76ers    | 2 |                       |                            |                            |                            |  |    |                        |                        |                        |  |    |                   |                   |                   |
|  | E4                | E4                     | Philadelphia 76ers    | 2 | Philadelphia 76ers    | 4                          |                            |                            |  |    |                        |                        |                        |  |    |                   |                   |                   |
|  | E4                |                        |                       |   | Philadelphia 76ers    | 4                          |                            |                            |  |    |                        |                        |                        |  |    |                   |                   |                   |
|  | E5                | Toronto Raptors        | 2                     |   |                       |                            |                            |                            |  |    |                        |                        |                        |  |    |                   |                   |                   |
|  | E5                | Toronto Raptors        | 2                     |   |                       |                            |                            |                            |  | E1 | Miami Heat             | 3                      |                        |  |    |                   |                   |                   |
|  | Conferencia Este  |                        |                       |   |                       |                            |                            |                            |  | E1 | Miami Heat             | 3                      |                        |  |    |                   |                   |                   |
|  |                   | E2                     | Boston Celtics        | 4 |                       |                            |                            |                            |  |    |                        |                        |                        |  |    |                   |                   |                   |
|  | E3                | E2                     | Boston Celtics        | 4 | Milwaukee Bucks       | 4                          |                            |                            |  |    |                        |                        |                        |  |    |                   |                   |                   |
|  | E3                |                        |                       |   | Milwaukee Bucks       | 4                          |                            |                            |  |    |                        |                        |                        |  |    |                   |                   |                   |
|  | E6                | Chicago Bulls          | 1                     |   |                       |                            |                            |                            |  |    |                        |                        |                        |  |    |                   |                   |                   |
|  | E6                | Chicago Bulls          | 1                     |   | E3                    | Milwaukee Bucks            | 3                          |                            |  |    |                        |                        |                        |  |    |                   |                   |                   |
|  |                   |                        |                       |   | E3                    | Milwaukee Bucks            | 3                          |                            |  |    |                        |                        |                        |  |    |                   |                   |                   |
|  |                   | E2                     | Boston Celtics        | 4 |                       |                            |                            |                            |  |    |                        |                        |                        |  |    |                   |                   |                   |
|  | E2                | E2                     | Boston Celtics        | 4 | Boston Celtics        | 4                          |                            |                            |  |    |                        |                        |                        |  |    |                   |                   |                   |
|  | E2                |                        |                       |   | Boston Celtics        | 4                          |                            |                            |  |    |                        |                        |                        |  |    |                   |                   |                   |
|  | E7                | Brooklyn Nets          | 0                     |   |                       |                            |                            |                            |  |    |                        |                        |                        |  |    |                   |                   |                   |
|  | E7                | Brooklyn Nets          | 0                     |   |                       |                            |                            |                            |  |    |                        |                        |                        |  | E2 | Boston Celtics    | 2                 |                   |
|  |                   |                        |                       |   |                       |                            |                            |                            |  |    |                        |                        |                        |  | E2 | Boston Celtics    | 2                 |                   |
|  |                   | O3                     | Golden State Warriors | 4 |                       |                            |                            |                            |  |    |                        |                        |                        |  |    |                   |                   |                   |
|  | O1                | O3                     | Golden State Warriors | 4 | Phoenix Suns          | 4                          |                            |                            |  |    |                        |                        |                        |  |    |                   |                   |                   |
|  | O1                |                        |                       |   | Phoenix Suns          | 4                          |                            |                            |  |    |                        |                        |                        |  |    |                   |                   |                   |
|  | O8                | New Orleans Pelicans   | 2                     |   |                       |                            |                            |                            |  |    |                        |                        |                        |  |    |                   |                   |                   |
|  | O8                | New Orleans Pelicans   | 2                     |   | O1                    | Phoenix Suns               | 3                          |                            |  |    |                        |                        |                        |  |    |                   |                   |                   |
|  |                   |                        |                       |   | O1                    | Phoenix Suns               | 3                          |                            |  |    |                        |                        |                        |  |    |                   |                   |                   |
|  |                   | O4                     | Dallas Mavericks      | 4 |                       |                            |                            |                            |  |    |                        |                        |                        |  |    |                   |                   |                   |
|  | O4                | O4                     | Dallas Mavericks      | 4 | Dallas Mavericks      | 4                          |                            |                            |  |    |                        |                        |                        |  |    |                   |                   |                   |
|  | O4                |                        |                       |   | Dallas Mavericks      | 4                          |                            |                            |  |    |                        |                        |                        |  |    |                   |                   |                   |
|  | O5                | Utah Jazz              | 2                     |   |                       |                            |                            |                            |  |    |                        |                        |                        |  |    |                   |                   |                   |
|  | O5                | Utah Jazz              | 2                     |   |                       |                            |                            |                            |  | O4 | Dallas Mavericks       | 1                      |                        |  |    |                   |                   |                   |
|  | Conferencia Oeste |                        |                       |   |                       |                            |                            |                            |  | O4 | Dallas Mavericks       | 1                      |                        |  |    |                   |                   |                   |
|  |                   | O3                     | Golden State Warriors | 4 |                       |                            |                            |                            |  |    |                        |                        |                        |  |    |                   |                   |                   |
|  | O3                | O3                     | Golden State Warriors | 4 | Golden State Warriors | 4                          |                            |                            |  |    |                        |                        |                        |  |    |                   |                   |                   |
|  | O3                |                        |                       |   | Golden State Warriors | 4                          |                            |                            |  |    |                        |                        |                        |  |    |                   |                   |                   |
|  | O6                | Denver Nuggets         | 1                     |   |                       |                            |                            |                            |  |    |                        |                        |                        |  |    |                   |                   |                   |
|  | O6                | Denver Nuggets         | 1                     |   | O3                    | Golden State Warriors      | 4                          |                            |  |    |                        |                        |                        |  |    |                   |                   |                   |
|  |                   |                        |                       |   | O3                    | Golden State Warriors      | 4                          |                            |  |    |                        |                        |                        |  |    |                   |                   |                   |
|  |                   | O2                     | Memphis Grizzlies     | 2 |                       |                            |                            |                            |  |    |                        |                        |                        |  |    |                   |                   |                   |
|  | O2                | O2                     | Memphis Grizzlies     | 2 | Memphis Grizzlies     | 4                          |                            |                            |  |    |                        |                        |                        |  |    |                   |                   |                   |
|  | O2                |                        |                       |   | Memphis Grizzlies     | 4                          |                            |                            |  |    |                        |                        |                        |  |    |                   |                   |                   |
|  | O7                | Minnesota Timberwolves | 2                     |   |                       |                            |                            |                            |  |    |                        |                        |                        |  |    |                   |                   |                   |

Negrita - Ganador de las series
cursiva - Equipo con ventaja de campo

## Conferencia Este

### Primera ronda

#### (1) Miami Heat vs. (8) Atlanta Hawks
| 17 de abril                | Atlanta Hawks                                                    | 91–115                                | Miami Heat                                                         | |  |  |
| 1:00 p.m.                  | Parciales: 17–23, 23–36, 20–27, 31–29                            | Parciales: 17–23, 23–36, 20–27, 31–29 | Parciales: 17–23, 23–36, 20–27, 31–29                              | |  |  |
|                            | Estadísticas Danilo Gallinari 17 Onyeka Okongwu 7 Delon Wright 6 | Reporte Pts Reb Asts                  | Estadísticas Duncan Robinson 27 Adebayo, Butler 6 c/u Kyle Lowry 9 | Pabellón: FTX Arena, Miami, Florida Asistencia: 19.514 espectadores Árbitros: Marc Davis, Josh Tiven, Eric Dalen |  |  |
| Miami lidera la serie, 1–0 |                                                                  |                                       |                                                                    | |  |  |
|                            |                                                                  |                                       |                                                                    | |  |  |

| 19 de abril                | Atlanta Hawks                                                  | 105–115                               | Miami Heat                                                   | |  |  |
| 7:30 p.m.                  | Parciales: 25–26, 29–30, 22–31, 29–28                          | Parciales: 25–26, 29–30, 22–31, 29–28 | Parciales: 25–26, 29–30, 22–31, 29–28                        | |  |  |
|                            | Estadísticas Bogdan Bogdanović 29 John Collins 10 Trae Young 7 | Reporte Pts Reb Asts                  | Estadísticas Jimmy Butler 45 Dewayne Dedmon 9 Jimmy Butler 5 | Pabellón: FTX Arena, Miami, Florida Asistencia: 19.950 espectadores Árbitros: John Goble, Tre Maddox, Nick Buchert |  |  |
| Miami lidera la serie, 2–0 |                                                                |                                       |                                                              | |  |  |
|                            |                                                                |                                       |                                                              | |  |  |

| 22 de abril | Miami Heat                                                | 110–111                               | Atlanta Hawks                                               | |  |  |
| 7:55 p.m. | Parciales: 24–22, 30–39, 31–16, 25–34                     | Parciales: 24–22, 30–39, 31–16, 25–34 | Parciales: 24–22, 30–39, 31–16, 25–34                       | |  |  |
| | Estadísticas Tyler Herro 24 Bam Adebayo 11 Jimmy Butler 8 | Reporte Pts Reb Asts                  | Estadísticas Trae Young 24 Bogdan Bogdanović 8 Trae Young 8 | Pabellón: State Farm Arena, Atlanta, Georgia Asistencia: 18.421 espectadores Árbitros: Eric Lewis, Ben Taylor, JB DeRosa |  |  |
| Miami lidera la serie, 2–1 El inicio del juego tuvo que aplazarse más de cuarenta minutos por un aviso de bomba, debido a esto el encuentro entre Phoenix Suns y New Orleans Pelicans también sufrió cambios en su horario. |                                                           |                                       |                                                             | |  |  |
| |                                                           |                                       |                                                             | |  |  |

| 24 de abril                | Miami Heat                                                                  | 110–86                                | Atlanta Hawks                                                                | |  |  |
| 7:00 p.m.                  | Parciales: 25–26, 30–15, 25–20, 30–25                                       | Parciales: 25–26, 30–15, 25–20, 30–25 | Parciales: 25–26, 30–15, 25–20, 30–25                                        | |  |  |
|                            | Estadísticas Jimmy Butler 36 Jimmy Butler 10 Butler, Oladipo, Vincent 4 c/u | Reporte Pts Reb Asts                  | Estadísticas De'Andre Hunter 24 Capela, Gallinari, Wright 7 c/u Trae Young 5 | Pabellón: State Farm Arena, Atlanta, Georgia Asistencia: 18.951 espectadores Árbitros: David Guthrie, Courtney Kirkland, Brent Barnaky |  |  |
| Miami lidera la serie, 3–1 |                                                                             |                                       |                                                                              | |  |  |
|                            |                                                                             |                                       |                                                                              | |  |  |

| 26 de abril              | Atlanta Hawks                                                   | 94–97                                 | Miami Heat                                                                  | |  |  |
| 7:00 p.m.                | Parciales: 22–21, 20–33, 22–21, 30–22                           | Parciales: 22–21, 20–33, 22–21, 30–22 | Parciales: 22–21, 20–33, 22–21, 30–22                                       | |  |  |
|                          | Estadísticas De'Andre Hunter 35 De'Andre Hunter 11 Trae Young 6 | Reporte Pts Reb Asts                  | Estadísticas Victor Oladipo 23 Bam Adebayo 11 Adebayo, Herro, Vincent 4 c/u | Pabellón: FTX Arena, Miami, Florida Asistencia: 19.553 espectadores Árbitros: Zach Zarba, Bill Kennedy, Mitchell Ervin |  |  |
| Miami gana la serie, 4–1 |                                                                 |                                       |                                                                             | |  |  |
|                          |                                                                 |                                       |                                                                             | |  |  |

| 12 de enero de 2022 | Miami Heat | 115–91  | Atlanta Hawks |                                              |  |
|                     |            |         |               |                                              |  |
|                     |            | Reporte |               | Pabellón: State Farm Arena, Atlanta, Georgia |  |

| 14 de enero de 2022 | Atlanta Hawks | 118–124 | Miami Heat |                                     |  |
|                     |               |         |            |                                     |  |
|                     |               | Reporte |            | Pabellón: FTX Arena, Miami, Florida |  |

| 21 de enero de 2022 | Miami Heat | 108–110 | Atlanta Hawks |                                              |  |
|                     |            |         |               |                                              |  |
|                     |            | Reporte |               | Pabellón: State Farm Arena, Atlanta, Georgia |  |

| 8 de abril de 2022 | Atlanta Hawks | 109–113 | Miami Heat |                                     |  |
|                    |               |         |            |                                     |  |
|                    |               | Reporte |            | Pabellón: FTX Arena, Miami, Florida |  |

Esta es la tercera vez que estos equipos se enfrentan en playoffs, Atlanta ganó todos los enfrentamientos previos.
| 1994 | Atlanta Hawks | 3–2 | Miami Heat |                                          |
|      |               |     |            |                                          |
|      |               |     |            | Pabellón: 1ª ronda Conferencia Este 1994 |

| 2009 | Atlanta Hawks | 4–3 | Miami Heat |                                          |
|      |               |     |            |                                          |
|      |               |     |            | Pabellón: 1ª ronda Conferencia Este 2009 |

#### (2) Boston Celtics vs. (7) Brooklyn Nets
| 17 de abril                 | Brooklyn Nets                                                      | 114–115                               | Boston Celtics                                            | |  |  |
| 3:30 p.m.                   | Parciales: 28–29, 33–32, 24–35, 29–19                              | Parciales: 28–29, 33–32, 24–35, 29–19 | Parciales: 28–29, 33–32, 24–35, 29–19                     | |  |  |
|                             | Estadísticas Kyrie Irving 39 Nicolas Claxton 8 Curry, Irving 6 c/u | Reporte Pts Reb Asts                  | Estadísticas Jayson Tatum 31 Al Horford 15 Jayson Tatum 8 | Pabellón: TD Garden, Boston, Massachusetts Asistencia: 19.156 espectadores Árbitros: Zach Zarba, James Williams, Rodney Mott |  |  |
| Boston lidera la serie, 1–0 |                                                                    |                                       |                                                           | |  |  |
|                             |                                                                    |                                       |                                                           | |  |  |

| 20 de abril                 | Brooklyn Nets                                                   | 107–114                               | Boston Celtics                                                          | |  |  |
| 7:00 p.m.                   | Parciales: 33–24, 32–31, 25–30, 17–29                           | Parciales: 33–24, 32–31, 25–30, 17–29 | Parciales: 33–24, 32–31, 25–30, 17–29                                   | |  |  |
|                             | Estadísticas Kevin Durant 27 Brown, Irving 8 c/u Kevin Durant 5 | Reporte Pts Reb Asts                  | Estadísticas Jaylen Brown 22 Cuatro jugadores con 6 c/u Jayson Tatum 10 | Pabellón: TD Garden, Boston, Massachusetts Asistencia: 19.156 espectadores Árbitros: Eric Lewis, Tyler Ford, Jacyn Goble |  |  |
| Boston lidera la serie, 2–0 |                                                                 |                                       |                                                                         | |  |  |
|                             |                                                                 |                                       |                                                                         | |  |  |

| 23 de abril                 | Boston Celtics                                                     | 109–103                               | Brooklyn Nets                                                      | |  |  |
| 7:30 p.m.                   | Parciales: 30–25, 23–25, 28–22, 28–31                              | Parciales: 30–25, 23–25, 28–22, 28–31 | Parciales: 30–25, 23–25, 28–22, 28–31                              | |  |  |
|                             | Estadísticas Jayson Tatum 39 Theis, White 6 c/u Smart, Tatum 6 c/u | Reporte Pts Reb Asts                  | Estadísticas Bruce Brown Jr. 26 Brown, Durant 8 c/u Kyrie Irving 9 | Pabellón: Barclays Center, Brooklyn, Nueva York Asistencia: 18.175 espectadores Árbitros: James Capers, Mark Lindsay, Karl Lane |  |  |
| Boston lidera la serie, 3–0 |                                                                    |                                       |                                                                    | |  |  |
|                             |                                                                    |                                       |                                                                    | |  |  |

| 25 de abril               | Boston Celtics                                                  | 116–112                               | Brooklyn Nets                                              | |  |  |
| 7:00 p.m.                 | Parciales: 30–26, 28–24, 32–28, 26–34                           | Parciales: 30–26, 28–24, 32–28, 26–34 | Parciales: 30–26, 28–24, 32–28, 26–34                      | |  |  |
|                           | Estadísticas Jayson Tatum 29 Brown, Theis 8 c/u Marcus Smart 11 | Reporte Pts Reb Asts                  | Estadísticas Kevin Durant 39 Goran Dragić 8 Kevin Durant 9 | Pabellón: Barclays Center, Brooklyn, Nueva York Asistencia: 18.099 espectadores Árbitros: Scott Foster, Sean Wright, Brian Forte |  |  |
| Boston gana la serie, 4–0 |                                                                 |                                       |                                                            | |  |  |
|                           |                                                                 |                                       |                                                            | |  |  |

| 24 de noviembre de 2021 | Brooklyn Nets | 123–104 | Boston Celtics |                                            |  |
|                         |               |         |                |                                            |  |
|                         |               | Reporte |                | Pabellón: TD Garden, Boston, Massachusetts |  |

| 8 de febrero de 2022 | Boston Celtics | 126–91  | Brooklyn Nets |                                                 |  |
|                      |                |         |               |                                                 |  |
|                      |                | Reporte |               | Pabellón: Barclays Center, Brooklyn, Nueva York |  |

| 24 de febrero de 2022 | Boston Celtics | 129–106 | Brooklyn Nets |                                                 |  |
|                       |                |         |               |                                                 |  |
|                       |                | Reporte |               | Pabellón: Barclays Center, Brooklyn, Nueva York |  |

| 6 de marzo de 2022 | Brooklyn Nets | 120–126 | Boston Celtics |                                            |  |
|                    |               |         |                |                                            |  |
|                    |               | Reporte |                | Pabellón: TD Garden, Boston, Massachusetts |  |

Esta es la cuarta vez que estos equipos se enfrentan en playoffs, Nets ganó todos los enfrentamientos previos.
| 2002 | Brooklyn Nets | 4–2 | Boston Celtics |                                         |
|      |               |     |                |                                         |
|      |               |     |                | Pabellón: Finales Conferencia Este 2002 |

| 2003 | Brooklyn Nets | 4–0 | Boston Celtics |                                             |
|      |               |     |                |                                             |
|      |               |     |                | Pabellón: Semifinales Conferencia Este 2003 |

| 2021 | Brooklyn Nets | 4–1 | Boston Celtics |                                          |
|      |               |     |                |                                          |
|      |               |     |                | Pabellón: 1ª ronda Conferencia Este 2021 |

#### (3) Milwaukee Bucks vs. (6) Chicago Bulls
| 17 de abril                    | Chicago Bulls                                                    | 86–93                                 | Milwaukee Bucks                                                                         | |  |  |
| 6:30 p.m.                      | Parciales: 21–34, 22–17, 28–23, 15–19                            | Parciales: 21–34, 22–17, 28–23, 15–19 | Parciales: 21–34, 22–17, 28–23, 15–19                                                   | |  |  |
|                                | Estadísticas Nikola Vučević 24 Nikola Vučević 17 DeMar DeRozan 6 | Reporte Pts Reb Asts                  | Estadísticas Giannis Antetokounmpo 27 Giannis Antetokounmpo 16 Holiday, Middleton 6 c/u | Pabellón: Fiserv Forum, Milwaukee, Wisconsin Asistencia: 17.717 espectadores Árbitros: John Goble, Tony Brothers, Michael Smith |  |  |
| Milwaukee lidera la serie, 1–0 |                                                                  |                                       |                                                                                         | |  |  |
|                                |                                                                  |                                       |                                                                                         | |  |  |

| 20 de abril         | Chicago Bulls                                                  | 114–110                               | Milwaukee Bucks                                                                        | |  |  |
| 9:30 p.m.           | Parciales: 29–28, 34–21, 24–31, 27–30                          | Parciales: 29–28, 34–21, 24–31, 27–30 | Parciales: 29–28, 34–21, 24–31, 27–30                                                  | |  |  |
|                     | Estadísticas DeMar DeRozan 41 Nikola Vučević 13 Alex Caruso 10 | Reporte Pts Reb Asts                  | Estadísticas Giannis Antetokounmpo 33 Giannis Antetokounmpo 18 Giannis Antetokounmpo 9 | Pabellón: Fiserv Forum, Milwaukee, Wisconsin Asistencia: 17.688 espectadores Árbitros: Kane Fitzgerald, Curtis Blair, Ben Taylor |  |  |
| Serie empatada, 1–1 |                                                                |                                       |                                                                                        | |  |  |
|                     |                                                                |                                       |                                                                                        | |  |  |

| 22 de abril                    | Milwaukee Bucks                                                       | 111–81                                | Chicago Bulls                                                     | |  |  |
| 8:30 p.m.                      | Parciales: 33–17, 27–24, 30–18, 21–22                                 | Parciales: 33–17, 27–24, 30–18, 21–22 | Parciales: 33–17, 27–24, 30–18, 21–22                             | |  |  |
|                                | Estadísticas Grayson Allen 22 Bobby Portis 16 Giannis Antetokounmpo 9 | Reporte Pts Reb Asts                  | Estadísticas Nikola Vučević 19 Coby White 8 Dosunmu, LaVine 5 c/u | Pabellón: United Center, Chicago, Illinois Asistencia: 22.667 espectadores Árbitros: Marc Davis, Sean Wright, Brian Forte |  |  |
| Milwaukee lidera la serie, 2–1 |                                                                       |                                       |                                                                   | |  |  |
|                                |                                                                       |                                       |                                                                   | |  |  |

| 24 de abril                    | Milwaukee Bucks                                                                             | 119–95                                | Chicago Bulls                                                       | |  |  |
| 1:00 p.m.                      | Parciales: 25–22, 31–19, 34–33, 29–21                                                       | Parciales: 25–22, 31–19, 34–33, 29–21 | Parciales: 25–22, 31–19, 34–33, 29–21                               | |  |  |
|                                | Estadísticas Giannis Antetokounmpo 32 Giannis Antetokounmpo 17 Antetokounmpo, Holiday 7 c/u | Reporte Pts Reb Asts                  | Estadísticas Zach LaVine 24 Vučević, Williams 10 c/u Zach LaVine 13 | Pabellón: United Center, Chicago, Illinois Asistencia: 22.020 espectadores Árbitros: Eric Lewis, Tyler Ford, Gediminas Petraitis |  |  |
| Milwaukee lidera la serie, 3–1 |                                                                                             |                                       |                                                                     | |  |  |
|                                |                                                                                             |                                       |                                                                     | |  |  |

| 27 de abril                  | Chicago Bulls                                                      | 100–116                               | Milwaukee Bucks                                                      | |  |  |
| 7:30 p.m.                    | Parciales: 18–34, 24–26, 26–31, 32–25                              | Parciales: 18–34, 24–26, 26–31, 32–25 | Parciales: 18–34, 24–26, 26–31, 32–25                                | |  |  |
|                              | Estadísticas Patrick Williams 23 Nikola Vučević 16 DeMar DeRozan 7 | Reporte Pts Reb Asts                  | Estadísticas Giannis Antetokounmpo 33 Bobby Portis 17 Jrue Holiday 9 | Pabellón: Fiserv Forum, Milwaukee, Wisconsin Asistencia: 17.506 espectadores Árbitros: Scott Foster, Rodney Mott, Mark Lindsay |  |  |
| Milwaukee gana la serie, 4–1 |                                                                    |                                       |                                                                      | |  |  |
|                              |                                                                    |                                       |                                                                      | |  |  |

| 21 de enero de 2022 | Chicago Bulls | 90–94   | Milwaukee Bucks |                                              |  |
|                     |               |         |                 |                                              |  |
|                     |               | Reporte |                 | Pabellón: Fiserv Forum, Milwaukee, Wisconsin |  |

| 4 de marzo de 2022 | Milwaukee Bucks | 118–112 | Chicago Bulls |                                            |  |
|                    |                 |         |               |                                            |  |
|                    |                 | Reporte |               | Pabellón: United Center, Chicago, Illinois |  |

| 22 de marzo de 2022 | Chicago Bulls | 98–126  | Milwaukee Bucks |                                              |  |
|                     |               |         |                 |                                              |  |
|                     |               | Reporte |                 | Pabellón: Fiserv Forum, Milwaukee, Wisconsin |  |

| 5 de abril de 2022 | Milwaukee Bucks | 127–106 | Chicago Bulls |                                            |  |
|                    |                 |         |               |                                            |  |
|                    |                 | Reporte |               | Pabellón: United Center, Chicago, Illinois |  |

Esta será la quinta vez que se enfrenten, con dos series ganadas por ambos conjuntos anteriormente.
| 1974 | Milwaukee Bucks | 4–0 | Chicago Bulls |                                          |
|      |                 |     |               |                                          |
|      |                 |     |               | Pabellón: Finales Conferencia Oeste 1974 |

| 1985 | Milwaukee Bucks | 3–1 | Chicago Bulls |                                          |
|      |                 |     |               |                                          |
|      |                 |     |               | Pabellón: 1ª ronda Conferencia Este 1985 |

| 1990 | Chicago Bulls | 3–1 | Milwaukee Bucks |                                          |
|      |               |     |                 |                                          |
|      |               |     |                 | Pabellón: 1ª ronda Conferencia Este 1990 |

| 2015 | Chicago Bulls | 4–2 | Milwaukee Bucks |                                          |
|      |               |     |                 |                                          |
|      |               |     |                 | Pabellón: 1ª ronda Conferencia Este 2015 |

#### (4) Philadelphia 76ers vs. (5) Toronto Raptors
| 16 de abril                       | Toronto Raptors                                                  | 111–131                               | Philadelphia 76ers                                          | |  |  |
| 6:00 p.m.                         | Parciales: 27–35, 24–34, 37–38, 23–24                            | Parciales: 27–35, 24–34, 37–38, 23–24 | Parciales: 27–35, 24–34, 37–38, 23–24                       | |  |  |
|                                   | Estadísticas Pascal Siakam 24 Scottie Barnes 10 Scottie Barnes 8 | Reporte Pts Reb Asts                  | Estadísticas Tyrese Maxey 38 Joel Embiid 15 James Harden 14 | Pabellón: Wells Fargo Center, Philadelphia, Pensilvania Asistencia: 20.610 espectadores Árbitros: Kane Fitzgerald, Bill Kennedy, Jacyn Goble |  |  |
| Philadelphia lidera la serie, 1–0 |                                                                  |                                       |                                                             | |  |  |
|                                   |                                                                  |                                       |                                                             | |  |  |

| 18 de abril                       | Toronto Raptors                                             | 97–112                                | Philadelphia 76ers                                        | |  |  |
| 7:30 p.m.                         | Parciales: 33–32, 19–35, 19–28, 26–17                       | Parciales: 33–32, 19–35, 19–28, 26–17 | Parciales: 33–32, 19–35, 19–28, 26–17                     | |  |  |
|                                   | Estadísticas OG Anunoby 26 Pascal Siakam 10 Fred VanVleet 7 | Reporte Pts Reb Asts                  | Estadísticas Joel Embiid 31 Joel Embiid 11 Tyrese Maxey 8 | Pabellón: Wells Fargo Center, Philadelphia, Pensilvania Asistencia: 20.974 espectadores Árbitros: James Capers, Mark Lindsay, JB DeRosa |  |  |
| Philadelphia lidera la serie, 2–0 |                                                             |                                       |                                                           | |  |  |
|                                   |                                                             |                                       |                                                           | |  |  |

| 20 de abril                       | Philadelphia 76ers                                         | 104–101                                           | Toronto Raptors                                                   | |  |  |
| 8:00 p.m.                         | Parciales: 19–29, 27–27, 28–19, 21–20 (T.E.: 9–6)          | Parciales: 19–29, 27–27, 28–19, 21–20 (T.E.: 9–6) | Parciales: 19–29, 27–27, 28–19, 21–20 (T.E.: 9–6)                 | |  |  |
|                                   | Estadísticas Joel Embiid 33 Joel Embiid 13 James Harden 10 | Reporte Pts Reb Asts                              | Estadísticas OG Anunoby 26 Achiuwa, Boucher 6 c/u Fred VanVleet 9 | Pabellón: Scotiabank Arena, Toronto, Ontario Asistencia: 19.800 espectadores Árbitros: Marc Davis, Sean Wright, Justin Van Duyne |  |  |
| Philadelphia lidera la serie, 3–0 |                                                            |                                                   |                                                                   | |  |  |
|                                   |                                                            |                                                   |                                                                   | |  |  |

| 23 de abril                       | Philadelphia 76ers                                           | 102–110                               | Toronto Raptors                                                     | |  |  |
| 2:00 p.m.                         | Parciales: 24–24, 25–30, 28–26, 25–30                        | Parciales: 24–24, 25–30, 28–26, 25–30 | Parciales: 24–24, 25–30, 28–26, 25–30                               | |  |  |
|                                   | Estadísticas James Harden 22 Tobias Harris 11 James Harden 9 | Reporte Pts Reb Asts                  | Estadísticas Pascal Siakam 34 Scottie Barnes 11 Siakam, Young 5 c/u | Pabellón: Scotiabank Arena, Toronto, Ontario Asistencia: 19.800 espectadores Árbitros: Scott Foster, Ed Malloy, Rodney Mott |  |  |
| Philadelphia lidera la serie, 3–1 |                                                              |                                       |                                                                     | |  |  |
|                                   |                                                              |                                       |                                                                     | |  |  |

| 25 de abril                       | Toronto Raptors                                                | 103–88                                | Philadelphia 76ers                                        | |  |  |
| 8:00 p.m.                         | Parciales: 29–27, 25–14, 21–25, 28–22                          | Parciales: 29–27, 25–14, 21–25, 28–22 | Parciales: 29–27, 25–14, 21–25, 28–22                     | |  |  |
|                                   | Estadísticas Pascal Siakam 23 Pascal Siakam 10 Pascal Siakam 7 | Reporte Pts Reb Asts                  | Estadísticas Joel Embiid 20 Joel Embiid 11 James Harden 7 | Pabellón: Wells Fargo Center, Philadelphia, Pensilvania Asistencia: 20.517 espectadores Árbitros: John Goble, James Williams, Tre Maddox |  |  |
| Philadelphia lidera la serie, 3–2 |                                                                |                                       |                                                           | |  |  |
|                                   |                                                                |                                       |                                                           | |  |  |

| 28 de abril                     | Philadelphia 76ers                                           | 132–97                                | Toronto Raptors                                                | |  |  |
| 7:00 p.m.                       | Parciales: 34–29, 28–32, 37–17, 33–19                        | Parciales: 34–29, 28–32, 37–17, 33–19 | Parciales: 34–29, 28–32, 37–17, 33–19                          | |  |  |
|                                 | Estadísticas Joel Embiid 33 Tobias Harris 11 James Harden 15 | Reporte Pts Reb Asts                  | Estadísticas Chris Boucher 25 Chris Boucher 10 Pascal Siakam 7 | Pabellón: Scotiabank Arena, Toronto, Ontario Asistencia: 19.800 espectadores Árbitros: Zach Zarba, Curtis Blair, Bill Kennedy |  |  |
| Philadelphia gana la serie, 4–2 |                                                              |                                       |                                                                | |  |  |
|                                 |                                                              |                                       |                                                                | |  |  |

| 11 de noviembre de 2021 | Toronto Raptors | 115–109 | Philadelphia 76ers |                                                         |  |
|                         |                 |         |                    |                                                         |  |
|                         |                 | Reporte |                    | Pabellón: Wells Fargo Center, Philadelphia, Pensilvania |  |

| 28 de diciembre de 2021 | Philadelphia 76ers | 114–109 | Toronto Raptors |                                              |  |
|                         |                    |         |                 |                                              |  |
|                         |                    | Reporte |                 | Pabellón: Scotiabank Arena, Toronto, Ontario |  |

| 20 de marzo de 2022 | Toronto Raptors | 93–88   | Philadelphia 76ers |                                                         |  |
|                     |                 |         |                    |                                                         |  |
|                     |                 | Reporte |                    | Pabellón: Wells Fargo Center, Philadelphia, Pensilvania |  |

| 7 de abril de 2022 | Philadelphia 76ers | 114–119 | Toronto Raptors |                                              |  |
|                    |                    |         |                 |                                              |  |
|                    |                    | Reporte |                 | Pabellón: Scotiabank Arena, Toronto, Ontario |  |

Esta será la tercera vez que se enfrenten, con una serie ganadas por ambos conjuntos anteriormente.
| 2001 | Philadelphia 76ers | 4–3 | Toronto Raptors |                                             |
|      |                    |     |                 |                                             |
|      |                    |     |                 | Pabellón: Semifinales Conferencia Este 2001 |

| 2019 | Toronto Raptors | 4–3 | Philadelphia 76ers |                                             |
|      |                 |     |                    |                                             |
|      |                 |     |                    | Pabellón: Semifinales Conferencia Este 2019 |

### Semifinales de Conferencia

#### (1) Miami Heat vs. (4) Philadelphia 76ers
| 2 de mayo                  | Philadelphia 76ers                                              | 92–106                                | Miami Heat                                               | |  |  |
| 7:30 p.m.                  | Parciales: 22–30, 29–20, 21–30, 20–26                           | Parciales: 22–30, 29–20, 21–30, 20–26 | Parciales: 22–30, 29–20, 21–30, 20–26                    | |  |  |
|                            | Estadísticas Tobias Harris 27 Harden, Reed 9 c/u James Harden 5 | Reporte Pts Reb Asts                  | Estadísticas Tyler Herro 25 Bam Adebayo 12 Tyler Herro 7 | Pabellón: FTX Arena, Miami, Florida Asistencia: 19.620 espectadores Árbitros: Marc Davis, Sean Wright, Mark Lindsay |  |  |
| Miami lidera la serie, 1–0 |                                                                 |                                       |                                                          | |  |  |
|                            |                                                                 |                                       |                                                          | |  |  |

| 4 de mayo                  | Philadelphia 76ers                                           | 103–119                               | Miami Heat                                                | |  |  |
| 7:30 p.m.                  | Parciales: 24–31, 28–29, 28–31, 23–28                        | Parciales: 24–31, 28–29, 28–31, 23–28 | Parciales: 24–31, 28–29, 28–31, 23–28                     | |  |  |
|                            | Estadísticas Tyrese Maxey 34 Furkan Korkmaz 6 James Harden 9 | Reporte Pts Reb Asts                  | Estadísticas Bam Adebayo 23 Bam Adebayo 9 Jimmy Butler 12 | Pabellón: FTX Arena, Miami, Florida Asistencia: 19.759 espectadores Árbitros: Zach Zarba, Josh Tiven, Tom Washington |  |  |
| Miami lidera la serie, 2–0 |                                                              |                                       |                                                           | |  |  |
|                            |                                                              |                                       |                                                           | |  |  |

| 6 de mayo                  | Miami Heat                                               | 79–99                                 | Philadelphia 76ers                                              | |  |  |
| 7:00 p.m.                  | Parciales: 17–21, 17–20, 31–27, 14–31                    | Parciales: 17–21, 17–20, 31–27, 14–31 | Parciales: 17–21, 17–20, 31–27, 14–31                           | |  |  |
|                            | Estadísticas Jimmy Butler 33 Jimmy Butler 9 Kyle Lowry 3 | Reporte Pts Reb Asts                  | Estadísticas Green, Maxey 21 c/u Joel Embiid 11 Tobias Harris 8 | Pabellón: Wells Fargo Center, Philadelphia, Pensilvania Asistencia: 21.033 espectadores Árbitros: James Capers, Ben Taylor, Ed Malloy |  |  |
| Miami lidera la serie, 2–1 |                                                          |                                       |                                                                 | |  |  |
|                            |                                                          |                                       |                                                                 | |  |  |

| 8 de mayo           | Miami Heat                                               | 108–116                               | Philadelphia 76ers                                         | |  |  |
| 8:00 p.m.           | Parciales: 28–30, 28–34, 29–25, 23–27                    | Parciales: 28–30, 28–34, 29–25, 23–27 | Parciales: 28–30, 28–34, 29–25, 23–27                      | |  |  |
|                     | Estadísticas Jimmy Butler 40 Tyler Herro 10 Kyle Lowry 7 | Reporte Pts Reb Asts                  | Estadísticas James Harden 31 Joel Embiid 11 James Harden 9 | Pabellón: Wells Fargo Center, Philadelphia, Pensilvania Asistencia: 21.194 espectadores Árbitros: Scott Foster, Eric Lewis, Brian Forte |  |  |
| Serie empatada, 2–2 |                                                          |                                       |                                                            | |  |  |
|                     |                                                          |                                       |                                                            | |  |  |

| 10 de mayo                 | Philadelphia 76ers                                     | 85–120                                | Miami Heat                                               | |  |  |
| 7:30 p.m.                  | Parciales: 19–31, 25–25, 22–25, 19–39                  | Parciales: 19–31, 25–25, 22–25, 19–39 | Parciales: 19–31, 25–25, 22–25, 19–39                    | |  |  |
|                            | Estadísticas Joel Embiid 17 Paul Reed 8 James Harden 4 | Reporte Pts Reb Asts                  | Estadísticas Jimmy Butler 23 Max Strus 10 P. J. Tucker 7 | Pabellón: FTX Arena, Miami, Florida Asistencia: 19.868 espectadores Árbitros: Kane Fitzgerald, James Williams, Tyler Ford |  |  |
| Miami lidera la serie, 3–2 |                                                        |                                       |                                                          | |  |  |
|                            |                                                        |                                       |                                                          | |  |  |

| 12 de mayo               | Miami Heat                                               | 99–90                                 | Philadelphia 76ers                                              | |  |  |
| 7:00 p.m.                | Parciales: 28–25, 21–23, 25–15, 25–27                    | Parciales: 28–25, 21–23, 25–15, 25–27 | Parciales: 28–25, 21–23, 25–15, 25–27                           | |  |  |
|                          | Estadísticas Jimmy Butler 32 Max Strus 11 Gabe Vincent 6 | Reporte Pts Reb Asts                  | Estadísticas Embiid, Maxey 20 c/u Joel Embiid 12 James Harden 9 | Pabellón: Wells Fargo Center, Philadelphia, Pensilvania Asistencia: 21.082 espectadores Árbitros: David Guthrie, John Goble, Curtis Blair |  |  |
| Miami gana la serie, 4–2 |                                                          |                                       |                                                                 | |  |  |
|                          |                                                          |                                       |                                                                 | |  |  |

| 15 de diciembre de 2021 | Miami Heat | 101–96  | Philadelphia 76ers |                                                         |  |
|                         |            |         |                    |                                                         |  |
|                         |            | Reporte |                    | Pabellón: Wells Fargo Center, Philadelphia, Pensilvania |  |

| 15 de enero de 2022 | Philadelphia 76ers | 109–98  | Miami Heat |                                     |  |
|                     |                    |         |            |                                     |  |
|                     |                    | Reporte |            | Pabellón: FTX Arena, Miami, Florida |  |

| 5 de marzo de 2022 | Philadelphia 76ers | 82–99   | Miami Heat |                                     |  |
|                    |                    |         |            |                                     |  |
|                    |                    | Reporte |            | Pabellón: FTX Arena, Miami, Florida |  |

| 21 de marzo de 2022 | Miami Heat | 106–113 | Philadelphia 76ers |                                                         |  |
|                     |            |         |                    |                                                         |  |
|                     |            | Reporte |                    | Pabellón: Wells Fargo Center, Philadelphia, Pensilvania |  |

Esta es la tercera vez que se enfrentan, con una serie ganada por ambos conjuntos anteriormente.
| 2011 | Miami Heat | 4–1 | Philadelphia 76ers |                                          |
|      |            |     |                    |                                          |
|      |            |     |                    | Pabellón: 1ª ronda Conferencia Este 2011 |

| 2018 | Philadelphia 76ers | 4–1 | Miami Heat |                                          |
|      |                    |     |            |                                          |
|      |                    |     |            | Pabellón: 1ª ronda Conferencia Este 2018 |

#### (2) Boston Celtics vs. (3) Milwaukee Bucks
| 1 de mayo                      | Milwaukee Bucks                                                                | 101–89                                | Boston Celtics                                                | |  |  |
| 1:00 p.m.                      | Parciales: 27–24, 29–22, 22–24, 23–19                                          | Parciales: 27–24, 29–22, 22–24, 23–19 | Parciales: 27–24, 29–22, 22–24, 23–19                         | |  |  |
|                                | Estadísticas Jrue Holiday 25 Giannis Antetokounmpo 13 Giannis Antetokounmpo 12 | Reporte Pts Reb Asts                  | Estadísticas Jayson Tatum 21 Al Horford 10 Smart, Tatum 6 c/u | Pabellón: TD Garden, Boston, Massachusetts Asistencia: 19.156 espectadores Árbitros: Scott Foster, Curtis Blair, Ed Malloy |  |  |
| Milwaukee lidera la serie, 1–0 |                                                                                |                                       |                                                               | |  |  |
|                                |                                                                                |                                       |                                                               | |  |  |

| 3 de mayo           | Milwaukee Bucks                                                                            | 86–109                                | Boston Celtics                                            | |  |  |
| 7:00 p.m.           | Parciales: 21–32, 19–33, 26–18, 20–26                                                      | Parciales: 21–32, 19–33, 26–18, 20–26 | Parciales: 21–32, 19–33, 26–18, 20–26                     | |  |  |
|                     | Estadísticas Giannis Antetokounmpo 28 Giannis Antetokounmpo 9 Antetokounmpo, Holiday 7 c/u | Reporte Pts Reb Asts                  | Estadísticas Jaylen Brown 30 Al Horford 11 Jayson Tatum 8 | Pabellón: TD Garden, Boston, Massachusetts Asistencia: 19.156 espectadores Árbitros: David Guthrie, Courtney Kirkland, Tyler Ford |  |  |
| Serie empatada, 1–1 |                                                                                            |                                       |                                                           | |  |  |
|                     |                                                                                            |                                       |                                                           | |  |  |

| 7 de mayo                      | Boston Celtics                                          | 101–103                               | Milwaukee Bucks                                                                        | |  |  |
| 3:30 p.m.                      | Parciales: 19–22, 31–24, 17–34, 34–23                   | Parciales: 19–22, 31–24, 17–34, 34–23 | Parciales: 19–22, 31–24, 17–34, 34–23                                                  | |  |  |
|                                | Estadísticas Jaylen Brown 27 Al Horford 15 Al Horford 5 | Reporte Pts Reb Asts                  | Estadísticas Giannis Antetokounmpo 42 Giannis Antetokounmpo 12 Giannis Antetokounmpo 8 | Pabellón: Fiserv Forum, Milwaukee, Wisconsin Asistencia: 17.736 espectadores Árbitros: Zach Zarba, Sean Wright, Pat Fraher |  |  |
| Milwaukee lidera la serie, 2–1 |                                                         |                                       |                                                                                        | |  |  |
|                                |                                                         |                                       |                                                                                        | |  |  |

| 9 de mayo           | Boston Celtics                                                    | 116–108                               | Milwaukee Bucks                                                               | |  |  |
| 7:30 p.m.           | Parciales: 18–25, 29–23, 26–32, 43–28                             | Parciales: 18–25, 29–23, 26–32, 43–28 | Parciales: 18–25, 29–23, 26–32, 43–28                                         | |  |  |
|                     | Estadísticas Horford, Tatum 30 c/u Jayson Tatum 13 Marcus Smart 8 | Reporte Pts Reb Asts                  | Estadísticas Giannis Antetokounmpo 34 Giannis Antetokounmpo 18 Jrue Holiday 9 | Pabellón: Fiserv Forum, Milwaukee, Wisconsin Asistencia: 17.505 espectadores Árbitros: James Capers, Tony Brothers, Jacyn Goble |  |  |
| Serie empatada, 2–2 |                                                                   |                                       |                                                                               | |  |  |
|                     |                                                                   |                                       |                                                                               | |  |  |

| 11 de mayo                     | Milwaukee Bucks                                                      | 110–107                               | Boston Celtics                                                                | |  |  |
| 7:00 p.m.                      | Parciales: 28–26, 19–28, 30–32, 33–21                                | Parciales: 28–26, 19–28, 30–32, 33–21 | Parciales: 28–26, 19–28, 30–32, 33–21                                         | |  |  |
|                                | Estadísticas Giannis Antetokounmpo 40 Bobby Portis 15 Jrue Holiday 8 | Reporte Pts Reb Asts                  | Estadísticas Jayson Tatum 34 Brown, Horford 8 c/u Brown, Horford, White 6 c/u | Pabellón: TD Garden, Boston, Massachusetts Asistencia: 19.156 espectadores Árbitros: Marc Davis, Josh Tiven, Mark Lindsay |  |  |
| Milwaukee lidera la serie, 3–2 |                                                                      |                                       |                                                                               | |  |  |
|                                |                                                                      |                                       |                                                                               | |  |  |

| 13 de mayo          | Boston Celtics                                            | 108–95                                | Milwaukee Bucks                                                                        | |  |  |
| 7:30 p.m.           | Parciales: 28–26, 25–17, 29–27, 26–25                     | Parciales: 28–26, 25–17, 29–27, 26–25 | Parciales: 28–26, 25–17, 29–27, 26–25                                                  | |  |  |
|                     | Estadísticas Jayson Tatum 46 Al Horford 10 Marcus Smart 7 | Reporte Pts Reb Asts                  | Estadísticas Giannis Antetokounmpo 44 Giannis Antetokounmpo 20 Giannis Antetokounmpo 6 | Pabellón: Fiserv Forum, Milwaukee, Wisconsin Asistencia: 17.681 espectadores Árbitros: Eric Lewis, Ben Taylor, Tre Maddox |  |  |
| Serie empatada, 3–3 |                                                           |                                       |                                                                                        | |  |  |
|                     |                                                           |                                       |                                                                                        | |  |  |

| 15 de mayo                | Milwaukee Bucks                                                                        | 81–109                                | Boston Celtics                                               | |  |  |
| 3:30 p.m.                 | Parciales: 26–20, 17–28, 21–31, 17–30                                                  | Parciales: 26–20, 17–28, 21–31, 17–30 | Parciales: 26–20, 17–28, 21–31, 17–30                        | |  |  |
|                           | Estadísticas Giannis Antetokounmpo 25 Giannis Antetokounmpo 20 Giannis Antetokounmpo 9 | Reporte Pts Reb Asts                  | Estadísticas Grant Williams 27 Al Horford 10 Marcus Smart 10 | Pabellón: TD Garden, Boston, Massachusetts Asistencia: 19.156 espectadores Árbitros: James Capers, Kane Fitzgerald, John Goble |  |  |
| Boston gana la serie, 4–3 |                                                                                        |                                       |                                                              | |  |  |
|                           |                                                                                        |                                       |                                                              | |  |  |

| 12 de noviembre de 2021 | Milwaukee Bucks | 113–122 | Boston Celtics |                                            |  |
|                         |                 |         |                |                                            |  |
|                         |                 | Reporte |                | Pabellón: TD Garden, Boston, Massachusetts |  |

| 13 de diciembre de 2021 | Milwaukee Bucks | 103–117 | Boston Celtics |                                            |  |
|                         |                 |         |                |                                            |  |
|                         |                 | Reporte |                | Pabellón: TD Garden, Boston, Massachusetts |  |

| 25 de diciembre de 2021 | Boston Celtics | 113–117 | Milwaukee Bucks |                                              |  |
|                         |                |         |                 |                                              |  |
|                         |                | Reporte |                 | Pabellón: Fiserv Forum, Milwaukee, Wisconsin |  |

| 7 de abril de 2022 | Boston Celtics | 121–127 | Milwaukee Bucks |                                              |  |
|                    |                |         |                 |                                              |  |
|                    |                | Reporte |                 | Pabellón: Fiserv Forum, Milwaukee, Wisconsin |  |

Esta es la octava vez que se enfrentan estos dos equipos en playoffs, habiendo ganado los Celtics cinco encuentros.
| 1974 | Milwaukee Bucks | 3–4 | Boston Celtics |                                     |
|      |                 |     |                |                                     |
|      |                 |     |                | Pabellón: Finales de la NBA de 1974 |

| 1983 | Milwaukee Bucks | 4–0 | Boston Celtics |                                             |
|      |                 |     |                |                                             |
|      |                 |     |                | Pabellón: Semifinales Conferencia Este 1983 |

| 1984 | Boston Celtics | 4–1 | Milwaukee Bucks |                                         |
|      |                |     |                 |                                         |
|      |                |     |                 | Pabellón: Finales Conferencia Este 1984 |

| 1986 | Boston Celtics | 4–0 | Milwaukee Bucks |                                         |
|      |                |     |                 |                                         |
|      |                |     |                 | Pabellón: Finales Conferencia Este 1986 |

| 1987 | Boston Celtics | 4–3 | Milwaukee Bucks |                                             |
|      |                |     |                 |                                             |
|      |                |     |                 | Pabellón: Semifinales Conferencia Este 1987 |

| 2018 | Boston Celtics | 4–3 | Milwaukee Bucks |                                          |
|      |                |     |                 |                                          |
|      |                |     |                 | Pabellón: 1ª ronda Conferencia Este 2018 |

| 2019 | Milwaukee Bucks | 4–1 | Boston Celtics |                                             |
|      |                 |     |                |                                             |
|      |                 |     |                | Pabellón: Semifinales Conferencia Este 2019 |

### Finales de Conferencia

#### (1) Miami Heat vs. (2) Boston Celtics
| 17 de mayo                 | Boston Celtics                                              | 107–118                               | Miami Heat                                                 | |  |  |
| 8:30 p.m.                  | Parciales: 28–25, 34–29, 14–39, 31–25                       | Parciales: 28–25, 34–29, 14–39, 31–25 | Parciales: 28–25, 34–29, 14–39, 31–25                      | |  |  |
|                            | Estadísticas Jayson Tatum 29 Jaylen Brown 10 Jayson Tatum 6 | Reporte Pts Reb Asts                  | Estadísticas Jimmy Butler 41 Jimmy Butler 9 Jimmy Butler 5 | Pabellón: FTX Arena, Miami, Florida Asistencia: 19.774 espectadores Árbitros: Zach Zarba, Tony Brothers, Ed Malloy |  |  |
| Miami lidera la serie, 1–0 |                                                             |                                       |                                                            | |  |  |
|                            |                                                             |                                       |                                                            | |  |  |

| 19 de mayo          | Boston Celtics                                              | 127–102                               | Miami Heat                                                            | |  |  |
| 8:30 p. m.          | Parciales: 35–24, 35–21, 26–26, 31–31                       | Parciales: 35–24, 35–21, 26–26, 31–31 | Parciales: 35–24, 35–21, 26–26, 31–31                                 | |  |  |
|                     | Estadísticas Jayson Tatum 27 Marcus Smart 9 Marcus Smart 12 | Reporte Pts Reb Asts                  | Estadísticas Jimmy Butler 29 Bam Adebayo 9 Cuatro jugadores con 3 c/u | Pabellón: FTX Arena, Miami, Florida Asistencia: 20.100 espectadores Árbitros: David Guthrie, John Goble, Bill Kennedy |  |  |
| Serie empatada, 1–1 |                                                             |                                       |                                                                       | |  |  |
|                     |                                                             |                                       |                                                                       | |  |  |

| 21 de mayo                 | Miami Heat                                                      | 109–103                               | Boston Celtics                                            | |  |  |
| 8:30 p.m.                  | Parciales: 39–18, 23–29, 25–25, 22–31                           | Parciales: 39–18, 23–29, 25–25, 22–31 | Parciales: 39–18, 23–29, 25–25, 22–31                     | |  |  |
|                            | Estadísticas Bam Adebayo 31 Bam Adebayo 10 Adebayo, Lowry 6 c/u | Reporte Pts Reb Asts                  | Estadísticas Jaylen Brown 40 Al Horford 14 Marcus Smart 7 | Pabellón: TD Garden, Boston, Massachusetts Asistencia: 19.156 espectadores Árbitros: James Capers, James Williams, Curtis Blair |  |  |
| Miami lidera la serie, 2–1 |                                                                 |                                       |                                                           | |  |  |
|                            |                                                                 |                                       |                                                           | |  |  |

| 23 de mayo          | Miami Heat                                                   | 82–102                                | Boston Celtics                                             | |  |  |
| 8:30 p.m.           | Parciales: 11–29, 22–28, 19–19, 30–26                        | Parciales: 11–29, 22–28, 19–19, 30–26 | Parciales: 11–29, 22–28, 19–19, 30–26                      | |  |  |
|                     | Estadísticas Victor Oladipo 23 Jimmy Butler 7 Gabe Vincent 7 | Reporte Pts Reb Asts                  | Estadísticas Jayson Tatum 31 Al Horford 13 Derrick White 6 | Pabellón: TD Garden, Boston, Massachusetts Asistencia: 19.156 espectadores Árbitros: Scott Foster, Kane Fitzgerald, Pat Fraher |  |  |
| Serie empatada, 2–2 |                                                              |                                       |                                                            | |  |  |
|                     |                                                              |                                       |                                                            | |  |  |

| 25 de mayo                  | Boston Celtics                                              | 93–80                                 | Miami Heat                                                 | |  |  |
| 8:30 p.m.                   | Parciales: 17–19, 20–23, 32–16, 24–22                       | Parciales: 17–19, 20–23, 32–16, 24–22 | Parciales: 17–19, 20–23, 32–16, 24–22                      | |  |  |
|                             | Estadísticas Jaylen Brown 25 Jayson Tatum 12 Jayson Tatum 9 | Reporte Pts Reb Asts                  | Estadísticas Bam Adebayo 18 P. J. Tucker 11 Jimmy Butler 4 | Pabellón: FTX Arena, Miami, Florida Asistencia: 19.819 espectadores Árbitros: Marc Davis, Josh Tiven, Mark Lindsay |  |  |
| Boston lidera la serie, 3–2 |                                                             |                                       |                                                            | |  |  |
|                             |                                                             |                                       |                                                            | |  |  |

| 27 de mayo          | Miami Heat                                                       | 111–103                               | Boston Celtics                                                                | |  |  |
| 8:30 p.m.           | Parciales: 29–22, 19–24, 34–29, 29–28                            | Parciales: 29–22, 19–24, 34–29, 29–28 | Parciales: 29–22, 19–24, 34–29, 29–28                                         | |  |  |
|                     | Estadísticas Jimmy Butler 47 Adebayo, Butler 9 c/u Kyle Lowry 10 | Reporte Pts Reb Asts                  | Estadísticas Jayson Tatum 30 Horford, Tatum 9 c/u Brown, Horford, White 5 c/u | Pabellón: TD Garden, Boston, Massachusetts Asistencia: 19.156 espectadores Árbitros: Zach Zarba, Eric Lewis, Courtney Kirkland |  |  |
| Serie empatada, 3–3 |                                                                  |                                       |                                                                               | |  |  |
|                     |                                                                  |                                       |                                                                               | |  |  |

| 29 de mayo                | Boston Celtics                                                | 100–96                                | Miami Heat                                                | |  |  |
| 8:30 p. m.                | Parciales: 32–17, 23–32, 27–26, 18–21                         | Parciales: 32–17, 23–32, 27–26, 18–21 | Parciales: 32–17, 23–32, 27–26, 18–21                     | |  |  |
|                           | Estadísticas Jaylen Brown 26 Al Horford 14 Brown, Tatum 6 c/u | Reporte Pts Reb Asts                  | Estadísticas Jimmy Butler 35 Bam Adebayo 11 Bam Adebayo 4 | Pabellón: FTX Arena, Miami, Florida Asistencia: 20.200 espectadores Árbitros: Scott Foster, James Capers, David Guthrie |  |  |
| Boston gana la serie, 4–3 |                                                               |                                       |                                                           | |  |  |
|                           |                                                               |                                       |                                                           | |  |  |

| 4 de noviembre de 2021 | Boston Celtics | 95–78   | Miami Heat |                                     |  |
|                        |                |         |            |                                     |  |
|                        |                | Reporte |            | Pabellón: FTX Arena, Miami, Florida |  |

| 31 de enero de 2022 | Miami Heat | 92–122  | Boston Celtics |                                            |  |
|                     |            |         |                |                                            |  |
|                     |            | Reporte |                | Pabellón: TD Garden, Boston, Massachusetts |  |

| 30 de marzo de 2022 | Miami Heat | 106–98  | Boston Celtics |                                            |  |
|                     |            |         |                |                                            |  |
|                     |            | Reporte |                | Pabellón: TD Garden, Boston, Massachusetts |  |

Es la quinta vez que se encuentran en playoffs, con Miami ganando tres de los cuatro enfrentamientos previos.
| 2010 | Boston Celtics | 4–1 | Miami Heat |                                          |
|      |                |     |            |                                          |
|      |                |     |            | Pabellón: 1ª ronda Conferencia Este 2010 |

| 2011 | Miami Heat | 4–1 | Boston Celtics |                                             |
|      |            |     |                |                                             |
|      |            |     |                | Pabellón: Semifinales Conferencia Este 2011 |

| 2012 | Miami Heat | 4–3 | Boston Celtics |                                         |
|      |            |     |                |                                         |
|      |            |     |                | Pabellón: Finales Conferencia Este 2012 |

| 2020 | Boston Celtics | 2–4 | Miami Heat |                                         |
|      |                |     |            |                                         |
|      |                |     |            | Pabellón: Finales Conferencia Este 2020 |

## Conferencia Oeste

### Primera ronda

#### (1) Phoenix Suns vs. (8) New Orleans Pelicans
| 17 de abril                  | New Orleans Pelicans                                                 | 99–110                                | Phoenix Suns                                             | |  |  |
| 9:00 p.m.                    | Parciales: 16–28, 18–25, 37–26, 28–31                                | Parciales: 16–28, 18–25, 37–26, 28–31 | Parciales: 16–28, 18–25, 37–26, 28–31                    | |  |  |
|                              | Estadísticas C. J. McCollum 25 Jonas Valančiūnas 25 C. J. McCollum 6 | Reporte Pts Reb Asts                  | Estadísticas Chris Paul 30 Deandre Ayton 9 Chris Paul 10 | Pabellón: Footprint Center, Phoenix, Arizona Asistencia: 17.071 espectadores Árbitros: Eric Lewis, Ben Taylor, Gediminas Petraitis |  |  |
| Phoenix lidera la serie, 1–0 |                                                                      |                                       |                                                          | |  |  |
|                              |                                                                      |                                       |                                                          | |  |  |

| 19 de abril         | New Orleans Pelicans                                                       | 125–114                               | Phoenix Suns                                               | |  |  |
| 10:00 p. m.         | Parciales: 30–28, 26–33, 34–22, 35–31                                      | Parciales: 30–28, 26–33, 34–22, 35–31 | Parciales: 30–28, 26–33, 34–22, 35–31                      | |  |  |
|                     | Estadísticas Brandon Ingram 37 Jonas Valančiūnas 13 Ingram, McCollum 9 c/u | Reporte Pts Reb Asts                  | Estadísticas Devin Booker 31 Deandre Ayton 9 Chris Paul 14 | Pabellón: Footprint Center, Phoenix, Arizona Asistencia: 17.071 espectadores Árbitros: Scott Foster, Tony Brothers, Pat Fraher |  |  |
| Serie empatada, 1–1 |                                                                            |                                       |                                                            | |  |  |
|                     |                                                                            |                                       |                                                            | |  |  |

| 22 de abril | Phoenix Suns                                                   | 114–111                               | New Orleans Pelicans                                                 | |  |  |
| 10:00 p.m. | Parciales: 28–29, 31–19, 22–31, 33–32                          | Parciales: 28–29, 31–19, 22–31, 33–32 | Parciales: 28–29, 31–19, 22–31, 33–32                                | |  |  |
| | Estadísticas Ayton, Paul 28 c/u Deandre Ayton 17 Chris Paul 14 | Reporte Pts Reb Asts                  | Estadísticas Brandon Ingram 34 Jonas Valančiūnas 11 C. J. McCollum 7 | Pabellón: Smoothie King Center, Nueva Orleans, Luisiana Asistencia: 18.962 espectadores Árbitros: Zach Zarba, Curtis Blair, Brent Barnaky |  |  |
| Phoenix lidera la serie, 2–1 Originalmente programado a las 9:30 p.m., el encuentro se retrasó debido al aviso de bomba en Atlanta. |                                                                |                                       |                                                                      | |  |  |
| |                                                                |                                       |                                                                      | |  |  |

| 24 de abril         | Phoenix Suns                                                | 103–118                               | New Orleans Pelicans                                                 | |  |  |
| 9:30 p.m.           | Parciales: 22–25, 29–24, 23–35, 29–34                       | Parciales: 22–25, 29–24, 23–35, 29–34 | Parciales: 22–25, 29–24, 23–35, 29–34                                | |  |  |
|                     | Estadísticas Deandre Ayton 23 Deandre Ayton 8 Chris Paul 11 | Reporte Pts Reb Asts                  | Estadísticas Brandon Ingram 30 Jonas Valančiūnas 15 Brandon Ingram 5 | Pabellón: Smoothie King Center, Nueva Orleans, Luisiana Asistencia: 18.962 espectadores Árbitros: Marc Davis, Josh Tiven, Tom Washington |  |  |
| Serie empatada, 2–2 |                                                             |                                       |                                                                      | |  |  |
|                     |                                                             |                                       |                                                                      | |  |  |

| 26 de abril                  | New Orleans Pelicans                                                       | 97–112                                | Phoenix Suns                                                     | |  |  |
| 10:00 p. m.                  | Parciales: 20–32, 26–27, 32–30, 19–23                                      | Parciales: 20–32, 26–27, 32–30, 19–23 | Parciales: 20–32, 26–27, 32–30, 19–23                            | |  |  |
|                              | Estadísticas Brandon Ingram 22 Jonas Valančiūnas 14 Ingram, McCollum 5 c/u | Reporte Pts Reb Asts                  | Estadísticas Mikal Bridges 31 Ayton, Johnson 9 c/u Chris Paul 11 | Pabellón: Footprint Center, Phoenix, Arizona Asistencia: 17.071 espectadores Árbitros: David Guthrie, Courtney Kirkland, Karl Lane |  |  |
| Phoenix lidera la serie, 3–2 |                                                                            |                                       |                                                                  | |  |  |
|                              |                                                                            |                                       |                                                                  | |  |  |

| 28 de abril                | Phoenix Suns                                            | 115–109                               | New Orleans Pelicans                                                      | |  |  |
| 7:30 p.m.                  | Parciales: 28–28, 20–30, 34–27, 33–24                   | Parciales: 28–28, 20–30, 34–27, 33–24 | Parciales: 28–28, 20–30, 34–27, 33–24                                     | |  |  |
|                            | Estadísticas Chris Paul 33 Deandre Ayton 7 Chris Paul 8 | Reporte Pts Reb Asts                  | Estadísticas Brandon Ingram 21 Nance, Valančiūnas 8 c/u Brandon Ingram 11 | Pabellón: Smoothie King Center, Nueva Orleans, Luisiana Asistencia: 18.710 espectadores Árbitros: Kane Fitzgerald, Tony Brothers, Tyler Ford |  |  |
| Phoenix gana la serie, 4–2 |                                                         |                                       |                                                                           | |  |  |
|                            |                                                         |                                       |                                                                           | |  |  |

| 2 de noviembre de 2021 | New Orleans Pelicans | 100–112 | Phoenix Suns |                                              |  |
|                        |                      |         |              |                                              |  |
|                        |                      | Reporte |              | Pabellón: Footprint Center, Phoenix, Arizona |  |

| 4 de enero de 2022 | Phoenix Suns | 123–110 | New Orleans Pelicans |                                                         |  |
|                    |              |         |                      |                                                         |  |
|                    |              | Reporte |                      | Pabellón: Smoothie King Center, Nueva Orleans, Luisiana |  |

| 25 de febrero de 2022 | New Orleans Pelicans | 117–102 | Phoenix Suns |                                              |  |
|                       |                      |         |              |                                              |  |
|                       |                      | Reporte |              | Pabellón: Footprint Center, Phoenix, Arizona |  |

| 15 de marzo de 2022 | Phoenix Suns | 131–115 | New Orleans Pelicans |                                                         |  |
|                     |              |         |                      |                                                         |  |
|                     |              | Reporte |                      | Pabellón: Smoothie King Center, Nueva Orleans, Luisiana |  |

Es el primer encuentro de playoffs entre estos equipos.

#### (2) Memphis Grizzlies vs. (7) Minnesota Timberwolves
| 16 de abril                    | Minnesota Timberwolves                                                   | 130–117                               | Memphis Grizzlies                                       | |  |  |
| 3:30 p.m.                      | Parciales: 41–33, 24–29, 32–30, 33–25                                    | Parciales: 41–33, 24–29, 32–30, 33–25 | Parciales: 41–33, 24–29, 32–30, 33–25                   | |  |  |
|                                | Estadísticas Anthony Edwards 36 Karl-Anthony Towns 13 D'Angelo Russell 9 | Reporte Pts Reb Asts                  | Estadísticas Ja Morant 32 Brandon Clarke 12 Ja Morant 8 | Pabellón: FedExForum, Memphis, Tennessee Asistencia: 17.794 espectadores Árbitros: David Guthrie, Sean Wright, Tom Washington |  |  |
| Minnesota lidera la serie, 1–0 |                                                                          |                                       |                                                         | |  |  |
|                                |                                                                          |                                       |                                                         | |  |  |

| 19 de abril         | Minnesota Timberwolves                                                                    | 96–124                                | Memphis Grizzlies                                  | |  |  |
| 8:30 p.m.           | Parciales: 32–33, 17–27, 28–36, 19–28                                                     | Parciales: 32–33, 17–27, 28–36, 19–28 | Parciales: 32–33, 17–27, 28–36, 19–28              | |  |  |
|                     | Estadísticas Anthony Edwards 20 Karl-Anthony Towns 11 Beverley, McLaughlin, Russell 4 c/u | Reporte Pts Reb Asts                  | Estadísticas Ja Morant 23 Ja Morant 9 Ja Morant 10 | Pabellón: FedExForum, Memphis, Tennessee Asistencia: 17.794 espectadores Árbitros: Zach Zarba, James Williams, Mitchell Ervin |  |  |
| Serie empatada, 1–1 |                                                                                           |                                       |                                                    | |  |  |
|                     |                                                                                           |                                       |                                                    | |  |  |

| 21 de abril                  | Memphis Grizzlies                                      | 104–95                                | Minnesota Timberwolves                                                   | |  |  |
| 7:30 p.m.                    | Parciales: 21–39, 23–12, 23–32, 37–12                  | Parciales: 21–39, 23–12, 23–32, 37–12 | Parciales: 21–39, 23–12, 23–32, 37–12                                    | |  |  |
|                              | Estadísticas Desmond Bane 26 Ja Morant 10 Ja Morant 10 | Reporte Pts Reb Asts                  | Estadísticas D'Angelo Russell 22 Jarred Vanderbilt 13 D'Angelo Russell 8 | Pabellón: Target Center, Mineápolis, Minnesota Asistencia: 19.634 espectadores Árbitros: James Capers, Josh Tiven, Scott Twardoski |  |  |
| Memphis lidera la serie, 2–1 |                                                        |                                       |                                                                          | |  |  |
|                              |                                                        |                                       |                                                                          | |  |  |

| 23 de abril         | Memphis Grizzlies                                     | 118–119                               | Minnesota Timberwolves                                                      | |  |  |
| 10:00 p.m.          | Parciales: 28–33, 28–27, 31–33, 31–26                 | Parciales: 28–33, 28–27, 31–33, 31–26 | Parciales: 28–33, 28–27, 31–33, 31–26                                       | |  |  |
|                     | Estadísticas Desmond Bane 34 Ja Morant 8 Ja Morant 15 | Reporte Pts Reb Asts                  | Estadísticas Karl-Anthony Towns 33 Karl-Anthony Towns 14 D'Angelo Russell 7 | Pabellón: Target Center, Mineápolis, Minnesota Asistencia: 19.832 espectadores Árbitros: John Goble, Bill Kennedy, Tre Maddox |  |  |
| Serie empatada, 2–2 |                                                       |                                       |                                                                             | |  |  |
|                     |                                                       |                                       |                                                                             | |  |  |

| 26 de abril                  | Minnesota Timberwolves                                                      | 109–111                               | Memphis Grizzlies                                       | |  |  |
| 7:30 p.m.                    | Parciales: 31–28, 24–25, 30–21, 24–37                                       | Parciales: 31–28, 24–25, 30–21, 24–37 | Parciales: 31–28, 24–25, 30–21, 24–37                   | |  |  |
|                              | Estadísticas Karl-Anthony Towns 28 Karl-Anthony Towns 12 D'Angelo Russell 8 | Reporte Pts Reb Asts                  | Estadísticas Ja Morant 30 Brandon Clarke 15 Ja Morant 9 | Pabellón: FedExForum, Memphis, Tennessee Asistencia: 17.794 espectadores Árbitros: Marc Davis, Tyler Ford, Gediminas Petraitis |  |  |
| Memphis lidera la serie, 3–2 |                                                                             |                                       |                                                         | |  |  |
|                              |                                                                             |                                       |                                                         | |  |  |

| 29 de abril                | Memphis Grizzlies                                                  | 114–106                               | Minnesota Timberwolves                                                  | |  |  |
| 9:00 p.m.                  | Parciales: 28–29, 21–23, 25–32, 40–22                              | Parciales: 28–29, 21–23, 25–32, 40–22 | Parciales: 28–29, 21–23, 25–32, 40–22                                   | |  |  |
|                            | Estadísticas Bane, Brooks 23 c/u Jaren Jackson Jr. 14 Ja Morant 11 | Reporte Pts Reb Asts                  | Estadísticas Anthony Edwards 30 Karl-Anthony Towns 10 Anthony Edwards 5 | Pabellón: Target Center, Mineápolis, Minnesota Asistencia: 20.323 espectadores Árbitros: Scott Foster, Courtney Kirkland, Mark Lindsay |  |  |
| Memphis gana la serie, 4–2 |                                                                    |                                       |                                                                         | |  |  |
|                            |                                                                    |                                       |                                                                         | |  |  |

| 8 de noviembre de 2021 | Minnesota Timberwolves | 118–125 | Memphis Grizzlies |                                          |  |
|                        |                        |         |                   |                                          |  |
|                        |                        | Reporte |                   | Pabellón: FedExForum, Memphis, Tennessee |  |

| 20 de noviembre de 2021 | Memphis Grizzlies | 95–138  | Minnesota Timberwolves |                                                |  |
|                         |                   |         |                        |                                                |  |
|                         |                   | Reporte |                        | Pabellón: Target Center, Mineápolis, Minnesota |  |

| 13 de enero de 2022 | Minnesota Timberwolves | 108–116 | Memphis Grizzlies |                                          |  |
|                     |                        |         |                   |                                          |  |
|                     |                        | Reporte |                   | Pabellón: FedExForum, Memphis, Tennessee |  |

| 24 de febrero de 2022 | Memphis Grizzlies | 114–119 | Minnesota Timberwolves |                                                |  |
|                       |                   |         |                        |                                                |  |
|                       |                   | Reporte |                        | Pabellón: Target Center, Mineápolis, Minnesota |  |

Es el primer encuentro de playoffs entre estos equipos.

#### (3) Golden State Warriors vs. (6) Denver Nuggets
| 16 de abril                       | Denver Nuggets                                                   | 107–123                               | Golden State Warriors                                          | |  |  |
| 8:30 p.m.                         | Parciales: 27–26, 20–32, 23–32, 37–33                            | Parciales: 27–26, 20–32, 23–32, 37–33 | Parciales: 27–26, 20–32, 23–32, 37–33                          | |  |  |
|                                   | Estadísticas Nikola Jokić 25 Nikola Jokić 10 Jokić, Morris 6 c/u | Reporte Pts Reb Asts                  | Estadísticas Jordan Poole 30 Andrew Wiggins 9 Draymond Green 9 | Pabellón: Chase Center, San Francisco, California Asistencia: 18.064 espectadores Árbitros: Scott Foster, Ed Malloy, Karl Lane |  |  |
| Golden State lidera la serie, 1–0 |                                                                  |                                       |                                                                | |  |  |
|                                   |                                                                  |                                       |                                                                | |  |  |

| 18 de abril                       | Denver Nuggets                                              | 106–126                               | Golden State Warriors                                         | |  |  |
| 10:00 p. m.                       | Parciales: 26–25, 25–32, 30–44, 25–25                       | Parciales: 26–25, 25–32, 30–44, 25–25 | Parciales: 26–25, 25–32, 30–44, 25–25                         | |  |  |
|                                   | Estadísticas Nikola Jokić 26 Nikola Jokić 11 Nikola Jokić 4 | Reporte Pts Reb Asts                  | Estadísticas Stephen Curry 34 Andrew Wiggins 8 Jordan Poole 8 | Pabellón: Chase Center, San Francisco, California Asistencia: 18.064 espectadores Árbitros: Kane Fitzgerald, Curtis Blair, Kevin Cutler |  |  |
| Golden State lidera la serie, 2–0 |                                                             |                                       |                                                               | |  |  |
|                                   |                                                             |                                       |                                                               | |  |  |

| 21 de abril                       | Golden State Warriors                                               | 118–113                               | Denver Nuggets                                              | |  |  |
| 10:00 p.m.                        | Parciales: 34–32, 35–27, 18–30, 31–24                               | Parciales: 34–32, 35–27, 18–30, 31–24 | Parciales: 34–32, 35–27, 18–30, 31–24                       | |  |  |
|                                   | Estadísticas Curry, Poole 27 c/u Andrew Wiggins 6 Draymond Green 10 | Reporte Pts Reb Asts                  | Estadísticas Nikola Jokić 37 Nikola Jokić 18 Monté Morris 6 | Pabellón: Ball Arena, Denver, Colorado Asistencia: 19.627 espectadores Árbitros: David Guthrie, Courtney Kirkland, Mark Lindsay |  |  |
| Golden State lidera la serie, 3–0 |                                                                     |                                       |                                                             | |  |  |
|                                   |                                                                     |                                       |                                                             | |  |  |

| 24 de abril                       | Golden State Warriors                                          | 121–126                               | Denver Nuggets                                                | |  |  |
| 3:30 p.m.                         | Parciales: 21–26, 31–37, 37–35, 32–28                          | Parciales: 21–26, 31–37, 37–35, 32–28 | Parciales: 21–26, 31–37, 37–35, 32–28                         | |  |  |
|                                   | Estadísticas Stephen Curry 33 Draymond Green 11 Jordan Poole 9 | Reporte Pts Reb Asts                  | Estadísticas Nikola Jokić 37 Nikola Jokić 8 Nah'Shon Hyland 7 | Pabellón: Ball Arena, Denver, Colorado Asistencia: 19.628 espectadores Árbitros: Zach Zarba, Pat Fraher, Mitchell Ervin |  |  |
| Golden State lidera la serie, 3–1 |                                                                |                                       |                                                               | |  |  |
|                                   |                                                                |                                       |                                                               | |  |  |

| 27 de abril                     | Denver Nuggets                                              | 98–102                                | Golden State Warriors                                          | |  |  |
| 10:00 p. m.                     | Parciales: 25–30, 23–18, 30–22, 20–32                       | Parciales: 25–30, 23–18, 30–22, 20–32 | Parciales: 25–30, 23–18, 30–22, 20–32                          | |  |  |
|                                 | Estadísticas Nikola Jokić 30 Nikola Jokić 19 Nikola Jokić 8 | Reporte Pts Reb Asts                  | Estadísticas Stephen Curry 30 Klay Thompson 9 Draymond Green 6 | Pabellón: Chase Center, San Francisco, California Asistencia: 18.064 espectadores Árbitros: James Capers, Josh Tiven, Brian Forte |  |  |
| Golden State gana la serie, 4–1 |                                                             |                                       |                                                                | |  |  |
|                                 |                                                             |                                       |                                                                | |  |  |

| 28 de diciembre de 2021 | Denver Nuggets | 89–86   | Golden State Warriors |                                                   |  |
|                         |                |         |                       |                                                   |  |
|                         |                | Reporte |                       | Pabellón: Chase Center, San Francisco, California |  |

| 16 de febrero de 2022 | Denver Nuggets | 117–116 | Golden State Warriors |                                                   |  |
|                       |                |         |                       |                                                   |  |
|                       |                | Reporte |                       | Pabellón: Chase Center, San Francisco, California |  |

| 7 de marzo de 2022 | Golden State Warriors | 124–131 | Denver Nuggets |                                        |  |
|                    |                       |         |                |                                        |  |
|                    |                       | Reporte |                | Pabellón: Ball Arena, Denver, Colorado |  |

| 10 de marzo de 2022 | Golden State Warriors | 113–102 | Denver Nuggets |                                        |  |
|                     |                       |         |                |                                        |  |
|                     |                       | Reporte |                | Pabellón: Ball Arena, Denver, Colorado |  |

Es la segunda vez que estos equipos se enfrentan en playoffs, los Warriors ganaron el primer encuentro.
| \| 2013 \| Denver Nuggets \| 2–4 \| Golden State Warriors \| \| \| \| \| \| \| \| \| \| \| \| \| Pabellón: 1ª ronda Conferencia Oeste 2013 \| |                |     |                       |                                           |
| 2013 | Denver Nuggets | 2–4 | Golden State Warriors |                                           |
| |                |     |                       |                                           |
| |                |     |                       | Pabellón: 1ª ronda Conferencia Oeste 2013 |

#### (4) Dallas Mavericks vs. (5) Utah Jazz
| 16 de abril               | Utah Jazz                                                          | 99–93                                 | Dallas Mavericks                                                  | |  |  |
| 1:00 p.m.                 | Parciales: 20–23, 25–20, 28–22, 26–28                              | Parciales: 20–23, 25–20, 28–22, 26–28 | Parciales: 20–23, 25–20, 28–22, 26–28                             | |  |  |
|                           | Estadísticas Donovan Mitchell 32 Rudy Gobert 17 Donovan Mitchell 6 | Reporte Pts Reb Asts                  | Estadísticas Jalen Brunson 24 Jalen Brunson 7 Spencer Dinwiddie 8 | Pabellón: American Airlines Center, Dallas, Texas Asistencia: 20.013 espectadores Árbitros: James Capers, Pat Fraher, Tyler Ford |  |  |
| Utah lidera la serie, 1–0 |                                                                    |                                       |                                                                   | |  |  |
|                           |                                                                    |                                       |                                                                   | |  |  |

| 18 de abril         | Utah Jazz                                                          | 104–110                               | Dallas Mavericks                                                  | |  |  |
| 8:30 p.m.           | Parciales: 24–24, 31–24, 26–29, 23–33                              | Parciales: 24–24, 31–24, 26–29, 23–33 | Parciales: 24–24, 31–24, 26–29, 23–33                             | |  |  |
|                     | Estadísticas Donovan Mitchell 34 Rudy Gobert 17 Donovan Mitchell 5 | Reporte Pts Reb Asts                  | Estadísticas Jalen Brunson 41 Jalen Brunson 8 Spencer Dinwiddie 6 | Pabellón: American Airlines Center, Dallas, Texas Asistencia: 20.113 espectadores Árbitros: David Guthrie, Courtney Kirkland, Ed Malloy |  |  |
| Serie empatada, 1–1 |                                                                    |                                       |                                                                   | |  |  |
|                     |                                                                    |                                       |                                                                   | |  |  |

| 21 de abril                 | Dallas Mavericks                                                           | 126–118                               | Utah Jazz                                                             | |  |  |
| 9:00 p.m.                   | Parciales: 27–20, 41–31, 29–40, 29–27                                      | Parciales: 27–20, 41–31, 29–40, 29–27 | Parciales: 27–20, 41–31, 29–40, 29–27                                 | |  |  |
|                             | Estadísticas Jalen Brunson 31 Dorian Finney-Smith 8 Dinwiddie, Green 6 c/u | Reporte Pts Reb Asts                  | Estadísticas Donovan Mitchell 32 Rudy Gobert 7 Conley, Mitchell 6 c/u | Pabellón: Vivint Arena, Salt Lake City, Utah Asistencia: 18.306 espectadores Árbitros: John Goble, Tre Maddox, Nick Buchert |  |  |
| Dallas lidera la serie, 2–1 |                                                                            |                                       |                                                                       | |  |  |
|                             |                                                                            |                                       |                                                                       | |  |  |

| 23 de abril         | Dallas Mavericks                                         | 99–100                                | Utah Jazz                                                         | |  |  |
| 4:30 p.m.           | Parciales: 23–24, 19–30, 39–24, 18–22                    | Parciales: 23–24, 19–30, 39–24, 18–22 | Parciales: 23–24, 19–30, 39–24, 18–22                             | |  |  |
|                     | Estadísticas Luka Dončić 30 Luka Dončić 10 Luka Dončić 4 | Reporte Pts Reb Asts                  | Estadísticas Jordan Clarkson 25 Rudy Gobert 15 Donovan Mitchell 7 | Pabellón: Vivint Arena, Salt Lake City, Utah Asistencia: 18.306 espectadores Árbitros: Kane Fitzgerald, James Williams, Michael Smith |  |  |
| Serie empatada, 2–2 |                                                          |                                       |                                                                   | |  |  |
|                     |                                                          |                                       |                                                                   | |  |  |

| 25 de abril                 | Utah Jazz                                                         | 77–102                                | Dallas Mavericks                                         | |  |  |
| 9:30 p.m.                   | Parciales: 18–24, 18–28, 19–29, 22–21                             | Parciales: 18–24, 18–28, 19–29, 22–21 | Parciales: 18–24, 18–28, 19–29, 22–21                    | |  |  |
|                             | Estadísticas Jordan Clarkson 20 Rudy Gobert 11 Mike Conley, Jr. 5 | Reporte Pts Reb Asts                  | Estadísticas Luka Dončić 33 Luka Dončić 13 Luka Dončić 5 | Pabellón: American Airlines Center, Dallas, Texas Asistencia: 20.577 espectadores Árbitros: James Capers, Tony Brothers, Jacyn Goble |  |  |
| Dallas lidera la serie, 3–2 |                                                                   |                                       |                                                          | |  |  |
|                             |                                                                   |                                       |                                                          | |  |  |

| 28 de abril               | Dallas Mavericks                                                         | 98–96                                 | Utah Jazz                                                          | |  |  |
| 10:00 p.m.                | Parciales: 15–21, 26–32, 36–19, 21–24                                    | Parciales: 15–21, 26–32, 36–19, 21–24 | Parciales: 15–21, 26–32, 36–19, 21–24                              | |  |  |
|                           | Estadísticas Brunson, Dončić 24 c/u Dorian Finney-Smith 10 Luka Dončić 8 | Reporte Pts Reb Asts                  | Estadísticas Donovan Mitchell 23 Rudy Gobert 12 Donovan Mitchell 9 | Pabellón: Vivint Arena, Salt Lake City, Utah Asistencia: 18.306 espectadores Árbitros: David Guthrie, Sean Wright, Pat Fraher |  |  |
| Dallas gana la serie, 4–2 |                                                                          |                                       |                                                                    | |  |  |
|                           |                                                                          |                                       |                                                                    | |  |  |

| 25 de diciembre de 2021 | Dallas Mavericks | 116–120 | Utah Jazz |                                              |  |
|                         |                  |         |           |                                              |  |
|                         |                  | Reporte |           | Pabellón: Vivint Arena, Salt Lake City, Utah |  |

| 25 de febrero de 2022 | Dallas Mavericks | 109–114 | Utah Jazz |                                              |  |
|                       |                  |         |           |                                              |  |
|                       |                  | Reporte |           | Pabellón: Vivint Arena, Salt Lake City, Utah |  |

| 7 de marzo de 2022 | Utah Jazz | 103–111 | Dallas Mavericks |                                                   |  |
|                    |           |         |                  |                                                   |  |
|                    |           | Reporte |                  | Pabellón: American Airlines Center, Dallas, Texas |  |

| 27 de marzo de 2022 | Utah Jazz | 100–114 | Dallas Mavericks |                                                   |  |
|                     |           |         |                  |                                                   |  |
|                     |           | Reporte |                  | Pabellón: American Airlines Center, Dallas, Texas |  |

Esta será la tercera vez que se enfrenten, con las dos series ganadas por los Mavs.
| 1986 | Dallas Mavericks | 3–1 | Utah Jazz |                                           |
|      |                  |     |           |                                           |
|      |                  |     |           | Pabellón: 1ª ronda Conferencia Oeste 1986 |

| 2001 | Utah Jazz | 2–3 | Dallas Mavericks |                                           |
|      |           |     |                  |                                           |
|      |           |     |                  | Pabellón: 1ª ronda Conferencia Oeste 2001 |

### Semifinales de Conferencia

#### (1) Phoenix Suns vs. (4) Dallas Mavericks
| 2 de mayo                    | Dallas Mavericks                                         | 114–121                               | Phoenix Suns                                                | |  |  |
| 10:00 p. m.                  | Parciales: 25–35, 31–34, 23–27, 35–25                    | Parciales: 25–35, 31–34, 23–27, 35–25 | Parciales: 25–35, 31–34, 23–27, 35–25                       | |  |  |
|                              | Estadísticas Luka Dončić 45 Luka Dončić 12 Luka Dončić 8 | Reporte Pts Reb Asts                  | Estadísticas Deandre Ayton 25 Devin Booker 9 Devin Booker 8 | Pabellón: Footprint Center, Phoenix, Arizona Asistencia: 17.071 espectadores Árbitros: Zach Zarba, Josh Tiven, Bill Kennedy |  |  |
| Phoenix lidera la serie, 1–0 |                                                          |                                       |                                                             | |  |  |
|                              |                                                          |                                       |                                                             | |  |  |

| 4 de mayo                    | Dallas Mavericks                                                | 109–129                               | Phoenix Suns                                            | |  |  |
| 10:00 p. m.                  | Parciales: 28–32, 32–26, 23–31, 26–40                           | Parciales: 28–32, 32–26, 23–31, 26–40 | Parciales: 28–32, 32–26, 23–31, 26–40                   | |  |  |
|                              | Estadísticas Luka Dončić 35 Brunson, Dončić 5 c/u Luka Dončić 7 | Reporte Pts Reb Asts                  | Estadísticas Devin Booker 30 Jae Crowder 7 Chris Paul 8 | Pabellón: Footprint Center, Phoenix, Arizona Asistencia: 17.071 espectadores Árbitros: James Capers, Tony Brothers, Ben Taylor |  |  |
| Phoenix lidera la serie, 2–0 |                                                                 |                                       |                                                         | |  |  |
|                              |                                                                 |                                       |                                                         | |  |  |

| 6 de mayo                    | Phoenix Suns                                                | 94–103                                | Dallas Mavericks                                           | |  |  |
| 9:30 p. m.                   | Parciales: 20–29, 24–22, 23–31, 27–21                       | Parciales: 20–29, 24–22, 23–31, 27–21 | Parciales: 20–29, 24–22, 23–31, 27–21                      | |  |  |
|                              | Estadísticas Jae Crowder 19 Deandre Ayton 11 Devin Booker 6 | Reporte Pts Reb Asts                  | Estadísticas Jalen Brunson 28 Luka Dončić 13 Luka Dončić 9 | Pabellón: American Airlines Center, Dallas, Texas Asistencia: 20.777 espectadores Árbitros: Marc Davis, John Goble, Rodney Mott |  |  |
| Phoenix lidera la serie, 2–1 |                                                             |                                       |                                                            | |  |  |
|                              |                                                             |                                       |                                                            | |  |  |

| 8 de mayo           | Phoenix Suns                                                     | 101–111                               | Dallas Mavericks                                                 | |  |  |
| 3:30 p. m.          | Parciales: 25–37, 31–31, 22–19, 23–24                            | Parciales: 25–37, 31–31, 22–19, 23–24 | Parciales: 25–37, 31–31, 22–19, 23–24                            | |  |  |
|                     | Estadísticas Devin Booker 35 Deandre Ayton 11 Booker, Paul 7 c/u | Reporte Pts Reb Asts                  | Estadísticas Luka Dončić 26 Dorian Finney-Smith 8 Luka Dončić 11 | Pabellón: American Airlines Center, Dallas, Texas Asistencia: 20.610 espectadores Árbitros: Kane Fitzgerald, James Williams, Curtis Blair |  |  |
| Serie empatada, 2–2 |                                                                  |                                       |                                                                  | |  |  |
|                     |                                                                  |                                       |                                                                  | |  |  |

| 10 de mayo                   | Dallas Mavericks                                                               | 80–110                                | Phoenix Suns                                               | |  |  |
| 10:00 p. m.                  | Parciales: 26–23, 20–26, 14–33, 20–28                                          | Parciales: 26–23, 20–26, 14–33, 20–28 | Parciales: 26–23, 20–26, 14–33, 20–28                      | |  |  |
|                              | Estadísticas Luka Dončić 28 Luka Dončić 11 Brunson, Dončić, Finney-Smith 2 c/u | Reporte Pts Reb Asts                  | Estadísticas Devin Booker 28 Deandre Ayton 9 Chris Paul 10 | Pabellón: Footprint Center, Phoenix, Arizona Asistencia: 17.071 espectadores Árbitros: David Guthrie, Sean Wright, Tom Washington |  |  |
| Phoenix lidera la serie, 3–2 |                                                                                |                                       |                                                            | |  |  |
|                              |                                                                                |                                       |                                                            | |  |  |

| 12 de mayo          | Phoenix Suns                                                   | 86–113                                | Dallas Mavericks                                         | |  |  |
| 9:30 p. m.          | Parciales: 25–28, 20–32, 27–34, 14–19                          | Parciales: 25–28, 20–32, 27–34, 14–19 | Parciales: 25–28, 20–32, 27–34, 14–19                    | |  |  |
|                     | Estadísticas Deandre Ayton 21 Deandre Ayton 11 Mikal Bridges 5 | Reporte Pts Reb Asts                  | Estadísticas Luka Dončić 33 Luka Dončić 11 Luka Dončić 8 | Pabellón: American Airlines Center, Dallas, Texas Asistencia: 20.777 espectadores Árbitros: James Capers, Courtney Kirkland, Ed Malloy |  |  |
| Serie empatada, 3–3 |                                                                |                                       |                                                          | |  |  |
|                     |                                                                |                                       |                                                          | |  |  |

| 15 de mayo                | Dallas Mavericks                                                      | 123–90                                | Phoenix Suns                                                | |  |  |
| 8:00 p. m.                | Parciales: 27–17, 30–10, 35–23, 31–40                                 | Parciales: 27–17, 30–10, 35–23, 31–40 | Parciales: 27–17, 30–10, 35–23, 31–40                       | |  |  |
|                           | Estadísticas Luka Dončić 35 Luka Dončić 10 Dončić, Finney-Smith 4 c/u | Reporte Pts Reb Asts                  | Estadísticas Cameron Johnson 12 JaVale McGee 6 Chris Paul 4 | Pabellón: Footprint Center, Phoenix, Arizona Asistencia: 17.071 espectadores Árbitros: Zach Zarba, Tony Brothers, Josh Tiven |  |  |
| Dallas gana la serie, 4–3 |                                                                       |                                       |                                                             | |  |  |
|                           |                                                                       |                                       |                                                             | |  |  |

| 18 de noviembre de 2021 | Dallas Mavericks | 98–105  | Phoenix Suns |                                              |  |
|                         |                  |         |              |                                              |  |
|                         |                  | Reporte |              | Pabellón: Footprint Center, Phoenix, Arizona |  |

| 20 de noviembre de 2021 | Dallas Mavericks | 104–112 | Phoenix Suns |                                              |  |
|                         |                  |         |              |                                              |  |
|                         |                  | Reporte |              | Pabellón: Footprint Center, Phoenix, Arizona |  |

| 20 de enero de 2022 | Phoenix Suns | 109–101 | Dallas Mavericks |                                                   |  |
|                     |              |         |                  |                                                   |  |
|                     |              | Reporte |                  | Pabellón: American Airlines Center, Dallas, Texas |  |

Esta es la tercera vez que se enfrentan, con una serie ganada por ambos conjuntos anteriormente.
| 2005 | Phoenix Suns | 4–2 | Dallas Mavericks |                                              |
|      |              |     |                  |                                              |
|      |              |     |                  | Pabellón: Semifinales Conferencia Oeste 2005 |

| 2006 | Phoenix Suns | 2–4 | Dallas Mavericks |                                          |
|      |              |     |                  |                                          |
|      |              |     |                  | Pabellón: Finales Conferencia Oeste 2006 |

#### (2) Memphis Grizzlies vs. (3) Golden State Warriors
| 1 de mayo                         | Golden State Warriors                                           | 117–116                               | Memphis Grizzlies                                           | |  |  |
| 3:30 p. m.                        | Parciales: 24–32, 31–29, 36–29, 26–26                           | Parciales: 24–32, 31–29, 36–29, 26–26 | Parciales: 24–32, 31–29, 36–29, 26–26                       | |  |  |
|                                   | Estadísticas Jordan Poole 31 Poole, Porter 8 c/u Jordan Poole 9 | Reporte Pts Reb Asts                  | Estadísticas Ja Morant 34 Jaren Jackson Jr. 10 Ja Morant 10 | Pabellón: FedExForum, Memphis, Tennessee Asistencia: 17.794 espectadores Árbitros: Kane Fitzgerald, James Williams, Gediminas Petraitis |  |  |
| Golden State lidera la serie, 1–0 |                                                                 |                                       |                                                             | |  |  |
|                                   |                                                                 |                                       |                                                             | |  |  |

| 3 de mayo           | Golden State Warriors                                           | 101–106                               | Memphis Grizzlies                                          | |  |  |
| 9:30 p. m.          | Parciales: 25–33, 26–23, 26–21, 24–29                           | Parciales: 25–33, 26–23, 26–21, 24–29 | Parciales: 25–33, 26–23, 26–21, 24–29                      | |  |  |
|                     | Estadísticas Stephen Curry 27 Draymond Green 10 Stephen Curry 8 | Reporte Pts Reb Asts                  | Estadísticas Ja Morant 47 Melton, Morant 8 c/u Ja Morant 8 | Pabellón: FedExForum, Memphis, Tennessee Asistencia: 17.794 espectadores Árbitros: Scott Foster, Eric Lewis, Mitchell Ervin |  |  |
| Serie empatada, 1–1 |                                                                 |                                       |                                                            | |  |  |
|                     |                                                                 |                                       |                                                            | |  |  |

| 7 de mayo                         | Memphis Grizzlies                                            | 112–142                               | Golden State Warriors                                          | |  |  |
| 8:30 p. m.                        | Parciales: 28–26, 29–38, 23–37, 32–41                        | Parciales: 28–26, 29–38, 23–37, 32–41 | Parciales: 28–26, 29–38, 23–37, 32–41                          | |  |  |
|                                   | Estadísticas Ja Morant 34 Melton, Williams 4 c/u Ja Morant 7 | Reporte Pts Reb Asts                  | Estadísticas Stephen Curry 30 Klay Thompson 9 Draymond Green 8 | Pabellón: Chase Center, San Francisco, California Asistencia: 18.064 espectadores Árbitros: David Guthrie, Courtney Kirkland, Tre Maddox |  |  |
| Golden State lidera la serie, 2–1 |                                                              |                                       |                                                                | |  |  |
|                                   |                                                              |                                       |                                                                | |  |  |

| 9 de mayo                         | Memphis Grizzlies                                                 | 98–101                                | Golden State Warriors                                           | |  |  |
| 10:00 p. m.                       | Parciales: 24–20, 17–18, 28–24, 29–39                             | Parciales: 24–20, 17–18, 28–24, 29–39 | Parciales: 24–20, 17–18, 28–24, 29–39                           | |  |  |
|                                   | Estadísticas Jaren Jackson Jr. 21 Steven Adams 15 Dillon Brooks 8 | Reporte Pts Reb Asts                  | Estadísticas Stephen Curry 32 Draymond Green 11 Stephen Curry 8 | Pabellón: Chase Center, San Francisco, California Asistencia: 18.064 espectadores Árbitros: Marc Davis, John Goble, Karl Lane |  |  |
| Golden State lidera la serie, 3–1 |                                                                   |                                       |                                                                 | |  |  |
|                                   |                                                                   |                                       |                                                                 | |  |  |

| 11 de mayo                        | Golden State Warriors                                           | 95–134                                | Memphis Grizzlies                                                     | |  |  |
| 9:30 p. m.                        | Parciales: 28–38, 22–39, 17–42, 28–15                           | Parciales: 28–38, 22–39, 17–42, 28–15 | Parciales: 28–38, 22–39, 17–42, 28–15                                 | |  |  |
|                                   | Estadísticas Klay Thompson 19 Draymond Green 7 Draymond Green 5 | Reporte Pts Reb Asts                  | Estadísticas Bane, Jackson, Jones 21 c/u Steven Adams 13 Tyus Jones 9 | Pabellón: FedExForum, Memphis, Tennessee Asistencia: 17.794 espectadores Árbitros: Zach Zarba, Tony Brothers, Bill Kennedy |  |  |
| Golden State lidera la serie, 3–2 |                                                                 |                                       |                                                                       | |  |  |
|                                   |                                                                 |                                       |                                                                       | |  |  |

| 13 de mayo                      | Memphis Grizzlies                                          | 96–110                                | Golden State Warriors                                          | |  |  |
| 10:00 p. m.                     | Parciales: 26–30, 25–23, 26–25, 19–32                      | Parciales: 26–30, 25–23, 26–25, 19–32 | Parciales: 26–30, 25–23, 26–25, 19–32                          | |  |  |
|                                 | Estadísticas Dillon Brooks 30 Steven Adams 10 Tyus Jones 8 | Reporte Pts Reb Asts                  | Estadísticas Klay Thompson 30 Kevon Looney 22 Draymond Green 8 | Pabellón: Chase Center, San Francisco, California Asistencia: 18.064 espectadores Árbitros: Kane Fitzgerald, Josh Tiven, James Williams |  |  |
| Golden State gana la serie, 4–2 |                                                            |                                       |                                                                | |  |  |
|                                 |                                                            |                                       |                                                                | |  |  |

| 28 de octubre de 2021 | Memphis Grizzlies | 104–101 | Golden State Warriors |                                                   |  |
|                       |                   |         |                       |                                                   |  |
|                       |                   | Reporte |                       | Pabellón: Chase Center, San Francisco, California |  |

| 24 de diciembre de 2021 | Memphis Grizzlies | 104–113 | Golden State Warriors |                                                   |  |
|                         |                   |         |                       |                                                   |  |
|                         |                   | Reporte |                       | Pabellón: Chase Center, San Francisco, California |  |

| 11 de enero de 2022 | Golden State Warriors | 108–116 | Memphis Grizzlies |                                          |  |
|                     |                       |         |                   |                                          |  |
|                     |                       | Reporte |                   | Pabellón: FedExForum, Memphis, Tennessee |  |

| 28 de marzo de 2022 | Golden State Warriors | 95–123  | Memphis Grizzlies |                                          |  |
|                     |                       |         |                   |                                          |  |
|                     |                       | Reporte |                   | Pabellón: FedExForum, Memphis, Tennessee |  |

Es la segunda vez que estos equipos se enfrentan en playoffs, los Warriors ganaron el primer encuentro.
| \| 2015 \| Golden State Warriors \| 4–2 \| Memphis Grizzlies \| \| \| \| \| \| \| \| \| \| \| \| \| Pabellón: Semifinales Conferencia Oeste 2015 \| |                       |     |                   |                                              |
| 2015 | Golden State Warriors | 4–2 | Memphis Grizzlies |                                              |
| |                       |     |                   |                                              |
| |                       |     |                   | Pabellón: Semifinales Conferencia Oeste 2015 |

### Finales de Conferencia

#### (3) Golden State Warriors vs. (4) Dallas Mavericks
| 18 de mayo                        | Dallas Mavericks                                                             | 87–112                                | Golden State Warriors                                                        | |  |  |
| 9:00 p. m.                        | Parciales: 18–28, 27–26, 24–34, 18–24                                        | Parciales: 18–28, 27–26, 24–34, 18–24 | Parciales: 18–28, 27–26, 24–34, 18–24                                        | |  |  |
|                                   | Estadísticas Luka Dončić 20 Dončić, Finney-Smith 7 c/u Brunson, Dončić 4 c/u | Reporte Pts Reb Asts                  | Estadísticas Stephen Curry 21 Stephen Curry 12 Curry, Looney, Thompson 4 c/u | Pabellón: Chase Center, San Francisco, California Asistencia: 18.064 espectadores Árbitros: James Capers, Courtney Kirkland, Mark Lindsay |  |  |
| Golden State lidera la serie, 1–0 |                                                                              |                                       |                                                                              | |  |  |
|                                   |                                                                              |                                       |                                                                              | |  |  |

| 20 de mayo                        | Dallas Mavericks                                                | 117–126                               | Golden State Warriors                                                   | |  |  |
| 9:00 p. m.                        | Parciales: 32–25, 40–33, 13–25, 32–43                           | Parciales: 32–25, 40–33, 13–25, 32–43 | Parciales: 32–25, 40–33, 13–25, 32–43                                   | |  |  |
|                                   | Estadísticas Luka Dončić 42 Dorian Finney-Smith 8 Luka Dončić 8 | Reporte Pts Reb Asts                  | Estadísticas Stephen Curry 32 Kevon Looney 12 Cinco jugadores con 5 c/u | Pabellón: Chase Center, San Francisco, California Asistencia: 18.064 espectadores Árbitros: Kane Fitzgerald, Eric Lewis, Ben Taylor |  |  |
| Golden State lidera la serie, 2–0 |                                                                 |                                       |                                                                         | |  |  |
|                                   |                                                                 |                                       |                                                                         | |  |  |

| 22 de mayo                        | Golden State Warriors                                          | 109–100                               | Dallas Mavericks                                            | |  |  |
| 9:00 p. m.                        | Parciales: 25–22, 23–25, 30–21, 31–32                          | Parciales: 25–22, 23–25, 30–21, 31–32 | Parciales: 25–22, 23–25, 30–21, 31–32                       | |  |  |
|                                   | Estadísticas Stephen Curry 31 Kevon Looney 12 Stephen Curry 11 | Reporte Pts Reb Asts                  | Estadísticas Luka Dončić 40 Luka Dončić 11 Reggie Bullock 4 | Pabellón: American Airlines Center, Dallas, Texas Asistencia: 20.813 espectadores Árbitros: Marc Davis, Josh Tiven, Tyler Ford |  |  |
| Golden State lidera la serie, 3–0 |                                                                |                                       |                                                             | |  |  |
|                                   |                                                                |                                       |                                                             | |  |  |

| 24 de mayo                        | Golden State Warriors                                            | 109–119                               | Dallas Mavericks                                         | |  |  |
| 9:00 p. m.                        | Parciales: 24–28, 23–34, 23–37, 39–20                            | Parciales: 24–28, 23–34, 23–37, 39–20 | Parciales: 24–28, 23–34, 23–37, 39–20                    | |  |  |
|                                   | Estadísticas Stephen Curry 20 Jonathan Kuminga 8 Stephen Curry 8 | Reporte Pts Reb Asts                  | Estadísticas Luka Dončić 30 Luka Dončić 14 Luka Dončić 9 | Pabellón: American Airlines Center, Dallas, Texas Asistencia: 20.810 espectadores Árbitros: Zach Zarba, David Guthrie, Sean Wright |  |  |
| Golden State lidera la serie, 3–1 |                                                                  |                                       |                                                          | |  |  |
|                                   |                                                                  |                                       |                                                          | |  |  |

| 26 de mayo                      | Dallas Mavericks                                        | 110–120                               | Golden State Warriors                                            | |  |  |
| 9:00 p. m.                      | Parciales: 23–28, 29–41, 32–25, 26–26                   | Parciales: 23–28, 29–41, 32–25, 26–26 | Parciales: 23–28, 29–41, 32–25, 26–26                            | |  |  |
|                                 | Estadísticas Luka Dončić 28 Luka Dončić 9 Luka Dončić 6 | Reporte Pts Reb Asts                  | Estadísticas Klay Thompson 32 Kevon Looney 18 Curry, Green 9 c/u | Pabellón: Chase Center, San Francisco, California Asistencia: 18.064 espectadores Árbitros: Scott Foster, John Goble, Curtis Blair |  |  |
| Golden State gana la serie, 4–1 |                                                         |                                       |                                                                  | |  |  |
|                                 |                                                         |                                       |                                                                  | |  |  |

| 5 de enero de 2022 | Golden State Warriors | 82–99   | Dallas Mavericks |                                                   |  |
|                    |                       |         |                  |                                                   |  |
|                    |                       | Reporte |                  | Pabellón: American Airlines Center, Dallas, Texas |  |

| 26 de enero de 2022 | Dallas Mavericks | 92–130  | Golden State Warriors |                                                   |  |
|                     |                  |         |                       |                                                   |  |
|                     |                  | Reporte |                       | Pabellón: Chase Center, San Francisco, California |  |

| 27 de febrero de 2022 | Dallas Mavericks | 107–101 | Golden State Warriors |                                                   |  |
|                       |                  |         |                       |                                                   |  |
|                       |                  | Reporte |                       | Pabellón: Chase Center, San Francisco, California |  |

| 3 de marzo de 2022 | Golden State Warriors | 113–122 | Dallas Mavericks |                                                   |  |
|                    |                       |         |                  |                                                   |  |
|                    |                       | Reporte |                  | Pabellón: American Airlines Center, Dallas, Texas |  |

Es la segunda vez que estos equipos se enfrentan en playoffs, los Warriors ganaron el primer encuentro.
| \| 2007 \| Dallas Mavericks \| 2–4 \| Golden State Warriors \| \| \| \| \| \| \| \| \| \| \| \| \| Pabellón: 1ª ronda Conferencia Oeste 2007 \| |                  |     |                       |                                           |
| 2007 | Dallas Mavericks | 2–4 | Golden State Warriors |                                           |
| |                  |     |                       |                                           |
| |                  |     |                       | Pabellón: 1ª ronda Conferencia Oeste 2007 |

## Finales de la NBA: (O3) Golden State Warriors vs. (E2) Boston Celtics
| 2 de junio                  | Boston Celtics                                            | 120–108                               | Golden State Warriors                                                      | |  |  |
| 9:00 p. m.                  | Parciales: 28–32, 28–22, 24–38, 40–16                     | Parciales: 28–32, 28–22, 24–38, 40–16 | Parciales: 28–32, 28–22, 24–38, 40–16                                      | |  |  |
|                             | Estadísticas Al Horford 26 Jaylen Brown 7 Jayson Tatum 13 | Reporte Pts Reb Asts                  | Estadísticas Stephen Curry 34 Draymond Green 11 Curry, Green, Looney 5 c/u | Pabellón: Chase Center, San Francisco, California Asistencia: 18.064 espectadores Árbitros: Marc Davis, John Goble, James Williams |  |  |
| Boston lidera la serie, 1–0 |                                                           |                                       |                                                                            | |  |  |
|                             |                                                           |                                       |                                                                            | |  |  |

| 5 de junio          | Boston Celtics                                           | 88–107                                | Golden State Warriors                                         | |  |  |
| 8:00 p. m.          | Parciales: 30–31, 20–21, 14–35, 24–20                    | Parciales: 30–31, 20–21, 14–35, 24–20 | Parciales: 30–31, 20–21, 14–35, 24–20                         | |  |  |
|                     | Estadísticas Jayson Tatum 28 Al Horford 8 Marcus Smart 5 | Reporte Pts Reb Asts                  | Estadísticas Stephen Curry 29 Kevon Looney 7 Draymond Green 7 | Pabellón: Chase Center, San Francisco, California Asistencia: 18.064 espectadores Árbitros: Zach Zarba, Tony Brothers, Josh Tiven |  |  |
| Serie empatada, 1–1 |                                                          |                                       |                                                               | |  |  |
|                     |                                                          |                                       |                                                               | |  |  |

| 8 de junio                  | Golden State Warriors                                             | 100–116                               | Boston Celtics                                                 | |  |  |
| 9:00 p. m.                  | Parciales: 22–33, 34–35, 33–25, 11–23                             | Parciales: 22–33, 34–35, 33–25, 11–23 | Parciales: 22–33, 34–35, 33–25, 11–23                          | |  |  |
|                             | Estadísticas Stephen Curry 31 Looney, Wiggins 7 c/u Otto Porter 4 | Reporte Pts Reb Asts                  | Estadísticas Jaylen Brown 27 Robert Williams 10 Jayson Tatum 9 | Pabellón: TD Garden, Boston, Massachusetts Asistencia: 19.156 espectadores Árbitros: Scott Foster, David Guthrie, Courtney Kirkland |  |  |
| Boston lidera la serie, 2–1 |                                                                   |                                       |                                                                | |  |  |
|                             |                                                                   |                                       |                                                                | |  |  |

| 10 de junio         | Golden State Warriors                                            | 107–97                                | Boston Celtics                                                 | |  |  |
| 9:00 p. m.          | Parciales: 27–28, 22–26, 30–24, 28–19                            | Parciales: 27–28, 22–26, 30–24, 28–19 | Parciales: 27–28, 22–26, 30–24, 28–19                          | |  |  |
|                     | Estadísticas Stephen Curry 43 Andrew Wiggins 16 Draymond Green 8 | Reporte Pts Reb Asts                  | Estadísticas Jayson Tatum 23 Robert Williams 12 Jayson Tatum 6 | Pabellón: TD Garden, Boston, Massachusetts Asistencia: 19.156 espectadores Árbitros: James Capers, Kane Fitzgerald, Eric Lewis |  |  |
| Serie empatada, 2–2 |                                                                  |                                       |                                                                | |  |  |
|                     |                                                                  |                                       |                                                                | |  |  |

| 13 de junio                       | Boston Celtics                                                  | 94–114                                | Golden State Warriors                                            | |  |  |
| 9:00 p. m.                        | Parciales: 16–27, 23–24, 35–24, 20–29                           | Parciales: 16–27, 23–24, 35–24, 20–29 | Parciales: 16–27, 23–24, 35–24, 20–29                            | |  |  |
|                                   | Estadísticas Jayson Tatum 27 Jayson Tatum 10 Brown, Tatum 4 c/u | Reporte Pts Reb Asts                  | Estadísticas Andrew Wiggins 26 Andrew Wiggins 13 Stephen Curry 8 | Pabellón: Chase Center, San Francisco, California Asistencia: 18.064 espectadores Árbitros: Marc Davis, Tony Brothers, Josh Tiven |  |  |
| Golden State lidera la serie, 3–2 |                                                                 |                                       |                                                                  | |  |  |
|                                   |                                                                 |                                       |                                                                  | |  |  |

| 16 de junio                     | Golden State Warriors                                            | 103–90                                | Boston Celtics                                            | |  |  |
| 9:00 p. m.                      | Parciales: 27–22, 27–17, 22–27, 27–24                            | Parciales: 27–22, 27–17, 22–27, 27–24 | Parciales: 27–22, 27–17, 22–27, 27–24                     | |  |  |
|                                 | Estadísticas Stephen Curry 34 Draymond Green 12 Draymond Green 8 | Reporte Pts Reb Asts                  | Estadísticas Jaylen Brown 34 Al Horford 14 Marcus Smart 9 | Pabellón: TD Garden, Boston, Massachusetts Asistencia: 19.156 espectadores Árbitros: Zach Zarba, David Guthrie, John Goble |  |  |
| Golden State gana la serie, 4–2 |                                                                  |                                       |                                                           | |  |  |
|                                 |                                                                  |                                       |                                                           | |  |  |

| 17 de diciembre de 2021 | Golden State Warriors | 111–107 | Boston Celtics |                                            |  |
|                         |                       |         |                |                                            |  |
|                         |                       | Reporte |                | Pabellón: TD Garden, Boston, Massachusetts |  |

| 16 de marzo de 2022 | Boston Celtics | 110–88  | Golden State Warriors |                                                   |  |
|                     |                |         |                       |                                                   |  |
|                     |                | Reporte |                       | Pabellón: Chase Center, San Francisco, California |  |

Es la quinta vez que se encuentran en playoffs, con Boston ganando todos los enfrentamientos previos.
| 1958 | Boston Celtics | 4–1 | Philadelphia Warriors |                                      |
|      |                |     |                       |                                      |
|      |                |     |                       | Pabellón: Finales División Este 1958 |

| 1960 | Boston Celtics | 4–2 | Philadelphia Warriors |                                      |
|      |                |     |                       |                                      |
|      |                |     |                       | Pabellón: Finales División Este 1960 |

| 1962 | Boston Celtics | 4–3 | Philadelphia Warriors |                                      |
|      |                |     |                       |                                      |
|      |                |     |                       | Pabellón: Finales División Este 1962 |

| 1964 | Boston Celtics | 4–1 | San Francisco Warriors |                                     |
|      |                |     |                        |                                     |
|      |                |     |                        | Pabellón: Finales de la NBA de 1964 |

## Estadísticas
| Categoría   | Máximo                 | Máximo                               | Máximo | Promedio                          | Promedio                         | Promedio | Promedio |
| Categoría   | Jugador                | Equipo                               | Máx.   | Jugador                           | Equipo                           | Media    | Part.    |
| ----------- | ---------------------- | ------------------------------------ | ------ | --------------------------------- | -------------------------------- | -------- | -------- |
| Puntos      | Ja Morant Jimmy Butler | Memphis Grizzlies Miami Heat         | 47     | Luka Dončić Giannis Antetokounmpo | Dallas Mavericks Milwaukee Bucks | 31.7     | 15 12    |
| Rebotes     | Jonas Valančiūnas      | New Orleans Pelicans                 | 25     | Jonas Valančiūnas                 | New Orleans Pelicans             | 14.3     | 6        |
| Asistencias | Ja Morant James Harden | Memphis Grizzlies Philadelphia 76ers | 15     | Ja Morant                         | Memphis Grizzlies                | 9.8      | 9        |
| Robos       | Javonte Green          | Chicago Bulls                        | 7      | Jimmy Butler                      | Miami Heat                       | 2.1      | 17       |
| Tapones     | Jaren Jackson Jr.      | Memphis Grizzlies                    | 7      | Jaren Jackson Jr.                 | Memphis Grizzlies                | 2.5      | 12       |